# KNVB Beker 2023/24 (mannen)
De KNVB Beker 2023/24, om sponsorredenen officieel de TOTO KNVB Beker genoemd, was de 106e editie van het toernooi om de KNVB Beker. Feyenoord won het toernooi door N.E.C. te verslaan in de finale en kreeg daarmee een ticket voor de groepsfase van de UEFA Europa League. De grote verrassing van het toernooi betrof de uitschakeling van Ajax door USV Hercules dat uitkwam in de Derde divisie. Deze overwinning van Hercules was de eerste keer sinds de invoering van het betaald voetbal dat Ajax in de KNVB Beker werd uitgeschakeld door een amateurploeg.

## Speeldata
| Ronde                    | Loting            | Speeldata                                   |
| ------------------------ | ----------------- | ------------------------------------------- |
| Eerste kwalificatieronde | 4 juli 2023       | 12 en 13 augustus 2023                      |
| Tweede kwalificatieronde | 14 augustus 2023  | 19 en 20 september 2023                     |
| Eerste ronde             | 23 september 2023 | 31 oktober, 1, 2 en 16 november 2023        |
| Tweede ronde             | 4 november 2023   | 19, 20, 21 december 2023 en 17 januari 2024 |
| Achtste finales          | 21 december 2023  | 16, 17, 18, 24 en 25 januari 2024           |
| Kwartfinales             | 20 januari 2024   | 6, 7 en 8 februari 2024                     |
| Halve finales            | 10 februari 2024  | 27 en 29 februari 2024                      |
| Finale                   | 10 februari 2024  | 21 april 2024                               |

## Wedstrijden

### Kwalificatierondes
De loting voor de eerste kwalificatieronde werd op 4 juli 2023 verricht door Timo Reessink, hoofd competitie betaald voetbal bij de KNVB, en Abdel Zerai, aanvoerder van Groen Wit en afgelopen seizoen winnaar van de districtsbeker Zuid 1.

#### Eerste kwalificatieronde
Voor de eerste kwalificatieronde waren 24 teams die zich in het seizoen 2022/23 plaatsten voor de halve finales van de districtsbeker en 36 teams uit de Derde Divisie geplaatst. Deze 60 amateurverenigingen strijden om dertig plekken in de Tweede kwalificatieronde. De wedstrijden werden gespeeld op zaterdag 12 en zondag 13 augustus 2023.
|                            |                                   |                             |                |                                                                                                  |
| 12 augustus 2023 14:30 uur | VV SJC                            | 2 – 1 (1 – 1, 1 – 0) (n.v.) | SV Bon Boys    | Stadion: Gemeentelijk Sportpark S.J.C., Noordwijk Toeschouwers: 250 Scheidsrechter: F. Lodeweegs |
| 12 augustus 2023 14:30 uur | Haasnoot 37' Lankheet 120' (e.d.) |                             | 66' D. Bultman | Stadion: Gemeentelijk Sportpark S.J.C., Noordwijk Toeschouwers: 250 Scheidsrechter: F. Lodeweegs |
| 12 augustus 2023 14:30 uur |                                   |                             |                | Stadion: Gemeentelijk Sportpark S.J.C., Noordwijk Toeschouwers: 250 Scheidsrechter: F. Lodeweegs |
| 12 augustus 2023 14:30 uur |                                   |                             |                | Stadion: Gemeentelijk Sportpark S.J.C., Noordwijk Toeschouwers: 250 Scheidsrechter: F. Lodeweegs |
|                            |                                   |                             |                |                                                                                                  |

|                            |                                                                |               |          |                                                                                     |
| 12 augustus 2023 14:30 uur | VV Eemdijk                                                     | 5 – 0 (2 – 0) | VV Bunde | Stadion: Sportpark De Vinken, Bunschoten Toeschouwers: 200 Scheidsrechter: R. Sturm |
| 12 augustus 2023 14:30 uur | Blokhuis 14' Ter Burg 20' Bouw 52', 55' Van den Dikkenberg 70' |               |          | Stadion: Sportpark De Vinken, Bunschoten Toeschouwers: 200 Scheidsrechter: R. Sturm |
| 12 augustus 2023 14:30 uur |                                                                |               |          | Stadion: Sportpark De Vinken, Bunschoten Toeschouwers: 200 Scheidsrechter: R. Sturm |
| 12 augustus 2023 14:30 uur |                                                                |               |          | Stadion: Sportpark De Vinken, Bunschoten Toeschouwers: 200 Scheidsrechter: R. Sturm |
|                            |                                                                |               |          |                                                                                     |

|                            |              |                               |               |                                                                                  |
| 12 augustus 2023 14:30 uur | SV Nieuwkoop | 0 – 2 (0 – 1)                 | RKAV Volendam | Stadion: Sportpark De Dulen, Nieuwkoop Toeschouwers: 500 Scheidsrechter: F. Berg |
| 12 augustus 2023 14:30 uur |              | 39' Ibrahim 90+3' (pen.) Kras |               | Stadion: Sportpark De Dulen, Nieuwkoop Toeschouwers: 500 Scheidsrechter: F. Berg |
| 12 augustus 2023 14:30 uur |              |                               |               | Stadion: Sportpark De Dulen, Nieuwkoop Toeschouwers: 500 Scheidsrechter: F. Berg |
| 12 augustus 2023 14:30 uur |              |                               |               | Stadion: Sportpark De Dulen, Nieuwkoop Toeschouwers: 500 Scheidsrechter: F. Berg |
|                            |              |                               |               |                                                                                  |

|                            |                      |               |               |                                                                                            |
| 12 augustus 2023 14:30 uur | BVV Barendrecht      | 2 – 1 (1 – 1) | SC Genemuiden | Stadion: Sportpark De Bongerd, Barendrecht Toeschouwers: 200 Scheidsrechter: B. van Kommer |
| 12 augustus 2023 14:30 uur | Jouhri 10' Vugts 55' |               | 44' Reuvers   | Stadion: Sportpark De Bongerd, Barendrecht Toeschouwers: 200 Scheidsrechter: B. van Kommer |
| 12 augustus 2023 14:30 uur |                      |               |               | Stadion: Sportpark De Bongerd, Barendrecht Toeschouwers: 200 Scheidsrechter: B. van Kommer |
| 12 augustus 2023 14:30 uur |                      |               |               | Stadion: Sportpark De Bongerd, Barendrecht Toeschouwers: 200 Scheidsrechter: B. van Kommer |
|                            |                      |               |               |                                                                                            |

|                            |                             |               |                         |                                                                              |
| 12 augustus 2023 14:30 uur | HSV Hoek                    | 3 – 2 (1 – 2) | SteDoCo                 | Stadion: Sportpark Denoek, Hoek Toeschouwers: 300 Scheidsrechter: C. Ruperti |
| 12 augustus 2023 14:30 uur | Hage 5' Impens 61' Lion 69' |               | 35' Schröder 41' Kuyper | Stadion: Sportpark Denoek, Hoek Toeschouwers: 300 Scheidsrechter: C. Ruperti |
| 12 augustus 2023 14:30 uur |                             |               |                         | Stadion: Sportpark Denoek, Hoek Toeschouwers: 300 Scheidsrechter: C. Ruperti |
| 12 augustus 2023 14:30 uur |                             |               |                         | Stadion: Sportpark Denoek, Hoek Toeschouwers: 300 Scheidsrechter: C. Ruperti |
|                            |                             |               |                         |                                                                              |

|                            |                               |               |            |                                                                                               |
| 12 augustus 2023 15:00 uur | IJsselmeervogels              | 2 – 1 (0 – 0) | SV TOGB    | Stadion: Sportpark De Westmaat, Bunschoten Toeschouwers: 750 Scheidsrechter: S. van Zuilichem |
| 12 augustus 2023 15:00 uur | Knuiman 61', 87' Morgan 90+5' |               | 69' Verdel | Stadion: Sportpark De Westmaat, Bunschoten Toeschouwers: 750 Scheidsrechter: S. van Zuilichem |
| 12 augustus 2023 15:00 uur |                               |               |            | Stadion: Sportpark De Westmaat, Bunschoten Toeschouwers: 750 Scheidsrechter: S. van Zuilichem |
| 12 augustus 2023 15:00 uur |                               |               |            | Stadion: Sportpark De Westmaat, Bunschoten Toeschouwers: 750 Scheidsrechter: S. van Zuilichem |
|                            |                               |               |            |                                                                                               |

|                            |                                       |               |               |                                                                                                   |
| 12 augustus 2023 15:00 uur | Blauw Geel '38                        | 5 – 1 (4 – 1) | SVOD '22      | Stadion: Prins Willem Alexander Sportpark, Veghel Toeschouwers: 200 Scheidsrechter: M. Pijnenburg |
| 12 augustus 2023 15:00 uur | De Meij 30', 34', 38', 40' Coşkun 55' |               | 20' Kamphorst | Stadion: Prins Willem Alexander Sportpark, Veghel Toeschouwers: 200 Scheidsrechter: M. Pijnenburg |
| 12 augustus 2023 15:00 uur |                                       |               |               | Stadion: Prins Willem Alexander Sportpark, Veghel Toeschouwers: 200 Scheidsrechter: M. Pijnenburg |
| 12 augustus 2023 15:00 uur |                                       |               |               | Stadion: Prins Willem Alexander Sportpark, Veghel Toeschouwers: 200 Scheidsrechter: M. Pijnenburg |
|                            |                                       |               |               |                                                                                                   |

|                            |                |               |        |                                                                                          |
| 12 augustus 2023 15:00 uur | DVS '33 Ermelo | 1 – 0 (1 – 0) | SV Urk | Stadion: Sportpark DVS'33 Ermelo, Ermelo Toeschouwers: 800 Scheidsrechter: H. Michielsen |
| 12 augustus 2023 15:00 uur | Crowther 23'   |               |        | Stadion: Sportpark DVS'33 Ermelo, Ermelo Toeschouwers: 800 Scheidsrechter: H. Michielsen |
| 12 augustus 2023 15:00 uur |                |               |        | Stadion: Sportpark DVS'33 Ermelo, Ermelo Toeschouwers: 800 Scheidsrechter: H. Michielsen |
| 12 augustus 2023 15:00 uur |                |               |        | Stadion: Sportpark DVS'33 Ermelo, Ermelo Toeschouwers: 800 Scheidsrechter: H. Michielsen |
|                            |                |               |        |                                                                                          |

|                            |                                                                                     |               |         |                                                                                            |
| 12 augustus 2023 15:00 uur | VV Kloetinge                                                                        | 6 – 0 (3 – 0) | CSV BOL | Stadion: Sportpark Wesselopark, Kloetinge Toeschouwers: 450 Scheidsrechter: M. Eijgelsheim |
| 12 augustus 2023 15:00 uur | De Jager 20' Dijkstra 44' Bliek 45+2' Van Keulen 52' Doesburg 69' G. Vandepitte 87' |               |         | Stadion: Sportpark Wesselopark, Kloetinge Toeschouwers: 450 Scheidsrechter: M. Eijgelsheim |
| 12 augustus 2023 15:00 uur |                                                                                     |               |         | Stadion: Sportpark Wesselopark, Kloetinge Toeschouwers: 450 Scheidsrechter: M. Eijgelsheim |
| 12 augustus 2023 15:00 uur |                                                                                     |               |         | Stadion: Sportpark Wesselopark, Kloetinge Toeschouwers: 450 Scheidsrechter: M. Eijgelsheim |
|                            |                                                                                     |               |         |                                                                                            |

|                            |                                 |               |           |                                                                                          |
| 12 augustus 2023 15:00 uur | Sparta Nijkerk                  | 2 – 0 (2 – 0) | ONS Sneek | Stadion: Sportpark De Ebbenhorst, Nijkerk Toeschouwers: 450 Scheidsrechter: M. de Bruijn |
| 12 augustus 2023 15:00 uur | Berhout 16' Van der Weijden 30' |               |           | Stadion: Sportpark De Ebbenhorst, Nijkerk Toeschouwers: 450 Scheidsrechter: M. de Bruijn |
| 12 augustus 2023 15:00 uur |                                 |               |           | Stadion: Sportpark De Ebbenhorst, Nijkerk Toeschouwers: 450 Scheidsrechter: M. de Bruijn |
| 12 augustus 2023 15:00 uur |                                 |               |           | Stadion: Sportpark De Ebbenhorst, Nijkerk Toeschouwers: 450 Scheidsrechter: M. de Bruijn |
|                            |                                 |               |           |                                                                                          |

|                            |                      |              |          |                                                                                           |
| 12 augustus 2023 15:00 uur | CSV Apeldoorn        | 1 – 0 (n.v.) | ODIN '59 | Stadion: Sportpark Orderbos, Apeldoorn Toeschouwers: 300 Scheidsrechter: E. van der Vaart |
| 12 augustus 2023 15:00 uur | Vlutters 112' (pen.) |              |          | Stadion: Sportpark Orderbos, Apeldoorn Toeschouwers: 300 Scheidsrechter: E. van der Vaart |
| 12 augustus 2023 15:00 uur |                      |              |          | Stadion: Sportpark Orderbos, Apeldoorn Toeschouwers: 300 Scheidsrechter: E. van der Vaart |
| 12 augustus 2023 15:00 uur |                      |              |          | Stadion: Sportpark Orderbos, Apeldoorn Toeschouwers: 300 Scheidsrechter: E. van der Vaart |
|                            |                      |              |          |                                                                                           |

|                            |                                                          |                                        |                                                              |                                                         |
| 12 augustus 2023 15:30 uur | SV TEC                                                   | 1 – 1 (1 – 1, 0 – 0) (n.v.) 3 – 2 pen. | VV DOVO                                                      | Stadion: Sportpark De Lok, Tiel Scheidsrechter: K. Puts |
| 12 augustus 2023 15:30 uur | Valpoort 57'                                             |                                        | 69' Hak                                                      | Stadion: Sportpark De Lok, Tiel Scheidsrechter: K. Puts |
| 12 augustus 2023 15:30 uur | Strafschoppen                                            |                                        |                                                              | Stadion: Sportpark De Lok, Tiel Scheidsrechter: K. Puts |
| 12 augustus 2023 15:30 uur | Raben Ket Roshanali Van Anholt Valpoort Van Rijn Hassoun |                                        | De Bondt Van Nispen Wenting Van Dijk Pluk Rodriguez Den Boer | Stadion: Sportpark De Lok, Tiel Scheidsrechter: K. Puts |
|                            |                                                          |                                        |                                                              |                                                         |

|                            |                                                               |                                        |                                                                     |                                                                              |
| 12 augustus 2023 15:30 uur | VVSB                                                          | 3 – 3 (2 – 2, 1 – 0) (n.v.) 4 – 3 pen. | FC Rijnvogels                                                       | Stadion: Sportpark De Boekhorst, Noordwijkerhout Scheidsrechter: S. Shukrula |
| 12 augustus 2023 15:30 uur | Mounji 4' Van der Linde 56' Van Velzen 120'                   |                                        | 50' Van Leeuwen 66' Mercera 107' Schonenberg                        | Stadion: Sportpark De Boekhorst, Noordwijkerhout Scheidsrechter: S. Shukrula |
| 12 augustus 2023 15:30 uur | Strafschoppen                                                 |                                        |                                                                     | Stadion: Sportpark De Boekhorst, Noordwijkerhout Scheidsrechter: S. Shukrula |
| 12 augustus 2023 15:30 uur | Schaap Lo Fo Sang Van Velzen Tarani Onyeike Rauws Kuyvenhoven |                                        | Rutgers Haddadi Michel Van den Oever Mercera Schonenberg Van Paasen | Stadion: Sportpark De Boekhorst, Noordwijkerhout Scheidsrechter: S. Shukrula |
|                            |                                                               |                                        |                                                                     |                                                                              |

|                            |                      |              |              |                                                                 |
| 12 augustus 2023 15:30 uur | RKVV DEM             | 1 – 0 (n.v.) | XerxesDZB    | Stadion: Sportpark Adrichem, Beverwijk Scheidsrechter: D. Drost |
| 12 augustus 2023 15:30 uur | De Vries 113' (pen.) |              | 119' Vrolijk | Stadion: Sportpark Adrichem, Beverwijk Scheidsrechter: D. Drost |
| 12 augustus 2023 15:30 uur |                      |              |              | Stadion: Sportpark Adrichem, Beverwijk Scheidsrechter: D. Drost |
| 12 augustus 2023 15:30 uur |                      |              |              | Stadion: Sportpark Adrichem, Beverwijk Scheidsrechter: D. Drost |
|                            |                      |              |              |                                                                 |

|                            |             |               |                       |                                                                      |
| 12 augustus 2023 17:00 uur | AGB         | 1 – 2 (0 – 1) | d'Olde Veste '54      | Stadion: Sportpark Ookmeer, Amsterdam Scheidsrechter: M. Broekhuizen |
| 12 augustus 2023 17:00 uur | Vermeer 67' |               | 42' Kwant 74' Nijboer | Stadion: Sportpark Ookmeer, Amsterdam Scheidsrechter: M. Broekhuizen |
| 12 augustus 2023 17:00 uur |             |               |                       | Stadion: Sportpark Ookmeer, Amsterdam Scheidsrechter: M. Broekhuizen |
| 12 augustus 2023 17:00 uur |             |               |                       | Stadion: Sportpark Ookmeer, Amsterdam Scheidsrechter: M. Broekhuizen |
|                            |             |               |                       |                                                                      |

|                            |                    |               |                                |                                                                                     |
| 12 augustus 2023 17:00 uur | SV AWC             | 1 – 2 (0 – 0) | VV Staphorst                   | Stadion: Sportpark De Wijchert, Wijchen Toeschouwers: 400 Scheidsrechter: T. Visser |
| 12 augustus 2023 17:00 uur | Pauwels 88' (pen.) |               | 46' Van der Weide 58' Haanstra | Stadion: Sportpark De Wijchert, Wijchen Toeschouwers: 400 Scheidsrechter: T. Visser |
| 12 augustus 2023 17:00 uur |                    |               |                                | Stadion: Sportpark De Wijchert, Wijchen Toeschouwers: 400 Scheidsrechter: T. Visser |
| 12 augustus 2023 17:00 uur |                    |               |                                | Stadion: Sportpark De Wijchert, Wijchen Toeschouwers: 400 Scheidsrechter: T. Visser |
|                            |                    |               |                                |                                                                                     |

|                            |                                           |                             |                                                    |                                                                                                  |
| 12 augustus 2023 17:00 uur | HSC '21                                   | 3 – 4 (1 – 1, 1 – 0) (n.v.) | Harkemase Boys                                     | Stadion: Sportpark Groot Scholtenhagen, Haaksbergen Toeschouwers: 450 Scheidsrechter: J. Kuipers |
| 12 augustus 2023 17:00 uur | Wensing 32' Iallouchen 97' M. Nijhof 108' |                             | 90+7' Deuling 98' Last 118' Tijtsma 120+1' Betzema | Stadion: Sportpark Groot Scholtenhagen, Haaksbergen Toeschouwers: 450 Scheidsrechter: J. Kuipers |
| 12 augustus 2023 17:00 uur |                                           |                             |                                                    | Stadion: Sportpark Groot Scholtenhagen, Haaksbergen Toeschouwers: 450 Scheidsrechter: J. Kuipers |
| 12 augustus 2023 17:00 uur |                                           |                             |                                                    | Stadion: Sportpark Groot Scholtenhagen, Haaksbergen Toeschouwers: 450 Scheidsrechter: J. Kuipers |
|                            |                                           |                             |                                                    |                                                                                                  |

|                            |                                            |               |                   |                                                                                    |
| 12 augustus 2023 17:00 uur | GVV Unitas                                 | 4 – 0 (1 – 0) | CVV Blauw Wit '34 | Stadion: Sportpark Molenvliet, Gorinchem Toeschouwers: 250 Scheidsrechter: N. Ooms |
| 12 augustus 2023 17:00 uur | Habtemariam 28', 54', 70' Kegge 88' (pen.) |               |                   | Stadion: Sportpark Molenvliet, Gorinchem Toeschouwers: 250 Scheidsrechter: N. Ooms |
| 12 augustus 2023 17:00 uur |                                            |               |                   | Stadion: Sportpark Molenvliet, Gorinchem Toeschouwers: 250 Scheidsrechter: N. Ooms |
| 12 augustus 2023 17:00 uur |                                            |               |                   | Stadion: Sportpark Molenvliet, Gorinchem Toeschouwers: 250 Scheidsrechter: N. Ooms |
|                            |                                            |               |                   |                                                                                    |

|                            |                  |                               |               |                                                                                            |
| 12 augustus 2023 17:00 uur | VPV Purmersteijn | 0 – 2 (0 – 1)                 | Sportlust '46 | Stadion: Purmersteijn Sportpark, Purmerend Toeschouwers: 250 Scheidsrechter: S. van Egmond |
| 12 augustus 2023 17:00 uur |                  | 25' Laghmouchi 90+1' De Weerd |               | Stadion: Purmersteijn Sportpark, Purmerend Toeschouwers: 250 Scheidsrechter: S. van Egmond |
| 12 augustus 2023 17:00 uur |                  |                               |               | Stadion: Purmersteijn Sportpark, Purmerend Toeschouwers: 250 Scheidsrechter: S. van Egmond |
| 12 augustus 2023 17:00 uur |                  |                               |               | Stadion: Purmersteijn Sportpark, Purmerend Toeschouwers: 250 Scheidsrechter: S. van Egmond |
|                            |                  |                               |               |                                                                                            |

|                            |                |               |                                 |                                                                                                 |
| 12 augustus 2023 17:00 uur | Veensche Boys  | 1 – 2 (1 – 2) | HVCH                            | Stadion: Sportpark Nijkerkerveen, Nijkerkerveen Toeschouwers: 300 Scheidsrechter: J. van Dongen |
| 12 augustus 2023 17:00 uur | Buitenhuis 13' |               | 27' Pusters 29' Y. van den Berg | Stadion: Sportpark Nijkerkerveen, Nijkerkerveen Toeschouwers: 300 Scheidsrechter: J. van Dongen |
| 12 augustus 2023 17:00 uur |                |               |                                 | Stadion: Sportpark Nijkerkerveen, Nijkerkerveen Toeschouwers: 300 Scheidsrechter: J. van Dongen |
| 12 augustus 2023 17:00 uur |                |               |                                 | Stadion: Sportpark Nijkerkerveen, Nijkerkerveen Toeschouwers: 300 Scheidsrechter: J. van Dongen |
|                            |                |               |                                 |                                                                                                 |

|                            |                         |               |                |                                                                                  |
| 12 augustus 2023 17:00 uur | USV Hercules            | 2 – 1 (1 – 0) | VV Berkum      | Stadion: Sportpark Voordorp, Utrecht Toeschouwers: 250 Scheidsrechter: L. Timmer |
| 12 augustus 2023 17:00 uur | Van Hees 36' Nsingi 49' |               | 90' Van Gerner | Stadion: Sportpark Voordorp, Utrecht Toeschouwers: 250 Scheidsrechter: L. Timmer |
| 12 augustus 2023 17:00 uur |                         |               |                | Stadion: Sportpark Voordorp, Utrecht Toeschouwers: 250 Scheidsrechter: L. Timmer |
| 12 augustus 2023 17:00 uur |                         |               |                | Stadion: Sportpark Voordorp, Utrecht Toeschouwers: 250 Scheidsrechter: L. Timmer |
|                            |                         |               |                |                                                                                  |

|                            |                    |               |                                                                 |                                                                                    |
| 12 augustus 2023 18:00 uur | RKVV Zwaluw VFC    | 1 – 5 (0 – 2) | VV Scherpenzeel                                                 | Stadion: Sportpark Bergenshuizen, Vught Toeschouwers: 350 Scheidsrechter: M. Spoon |
| 12 augustus 2023 18:00 uur | De Laat 87' (pen.) |               | 45+1' (pen.) Pilon 45+2', 68' Ten Teije 56' Davelaar 89' Wallet | Stadion: Sportpark Bergenshuizen, Vught Toeschouwers: 350 Scheidsrechter: M. Spoon |
| 12 augustus 2023 18:00 uur |                    |               |                                                                 | Stadion: Sportpark Bergenshuizen, Vught Toeschouwers: 350 Scheidsrechter: M. Spoon |
| 12 augustus 2023 18:00 uur |                    |               |                                                                 | Stadion: Sportpark Bergenshuizen, Vught Toeschouwers: 350 Scheidsrechter: M. Spoon |
|                            |                    |               |                                                                 |                                                                                    |

|                            |            |               |              |                                                                                          |
| 12 augustus 2023 18:00 uur | VV Baronie | 0 – 1 (0 – 0) | VV Hoogeveen | Stadion: Sportpark De Blauwe Kei, Breda Toeschouwers: 230 Scheidsrechter: S. van Westing |
| 12 augustus 2023 18:00 uur |            | 83' Schuurman |              | Stadion: Sportpark De Blauwe Kei, Breda Toeschouwers: 230 Scheidsrechter: S. van Westing |
| 12 augustus 2023 18:00 uur |            |               |              | Stadion: Sportpark De Blauwe Kei, Breda Toeschouwers: 230 Scheidsrechter: S. van Westing |
| 12 augustus 2023 18:00 uur |            |               |              | Stadion: Sportpark De Blauwe Kei, Breda Toeschouwers: 230 Scheidsrechter: S. van Westing |
|                            |            |               |              |                                                                                          |

|                            |                                                                      |               |              |                                                                                             |
| 12 augustus 2023 18:00 uur | OJC Rosmalen                                                         | 5 – 1 (1 – 0) | SV OSS '20   | Stadion: Sportpark De Groote Wielen, Rosmalen Toeschouwers: 350 Scheidsrechter: L. Tissingh |
| 12 augustus 2023 18:00 uur | Viellevoye 45+1' Van Dijk 48' (pen.) Hassan 59', 84' (pen.) Wels 74' |               | 60' Öztoprak | Stadion: Sportpark De Groote Wielen, Rosmalen Toeschouwers: 350 Scheidsrechter: L. Tissingh |
| 12 augustus 2023 18:00 uur |                                                                      |               |              | Stadion: Sportpark De Groote Wielen, Rosmalen Toeschouwers: 350 Scheidsrechter: L. Tissingh |
| 12 augustus 2023 18:00 uur |                                                                      |               |              | Stadion: Sportpark De Groote Wielen, Rosmalen Toeschouwers: 350 Scheidsrechter: L. Tissingh |
|                            |                                                                      |               |              |                                                                                             |

|                            |            |                        |             |                                                                                          |
| 13 augustus 2023 14:00 uur | Avanti '31 | 0 – 3 (0 – 1)          | SV Meerssen | Stadion: Sportpark De Molenheide, Schijndel Toeschouwers: 300 Scheidsrechter: S. Janssen |
| 13 augustus 2023 14:00 uur |            | 34', 74' Ceha 81' Unal |             | Stadion: Sportpark De Molenheide, Schijndel Toeschouwers: 300 Scheidsrechter: S. Janssen |
| 13 augustus 2023 14:00 uur |            |                        |             | Stadion: Sportpark De Molenheide, Schijndel Toeschouwers: 300 Scheidsrechter: S. Janssen |
| 13 augustus 2023 14:00 uur |            |                        |             | Stadion: Sportpark De Molenheide, Schijndel Toeschouwers: 300 Scheidsrechter: S. Janssen |
|                            |            |                        |             |                                                                                          |

|                            |                                                                  |                             |                                                                 |                                                                                     |
| 13 augustus 2023 14:00 uur | VV Jubbega                                                       | 3 – 5 (3 – 3, 1 – 1) (n.v.) | VV UNA                                                          | Stadion: Sportpark 't Heidefjild, Jubbega Toeschouwers: 400 Scheidsrechter: S. Smit |
| 13 augustus 2023 14:00 uur | Van den Belt 45+2' Liewes 55' J. Kuiper 90+4' Wijbenga 91', 100' |                             | 7' Sijbers 90+5', 120' Van den Akker 90+6', 101' (pen.) Senders | Stadion: Sportpark 't Heidefjild, Jubbega Toeschouwers: 400 Scheidsrechter: S. Smit |
| 13 augustus 2023 14:00 uur |                                                                  |                             |                                                                 | Stadion: Sportpark 't Heidefjild, Jubbega Toeschouwers: 400 Scheidsrechter: S. Smit |
| 13 augustus 2023 14:00 uur |                                                                  |                             |                                                                 | Stadion: Sportpark 't Heidefjild, Jubbega Toeschouwers: 400 Scheidsrechter: S. Smit |
|                            |                                                                  |                             |                                                                 |                                                                                     |

|                            |                                   |               |                   |                                                                                           |
| 13 augustus 2023 14:00 uur | RKVV Westlandia                   | 3 – 1 (1 – 0) | H.V. & C.V. Quick | Stadion: Sportpark De Hoge Bomen, Naaldwijk Toeschouwers: 500 Scheidsrechter: O. van Hoof |
| 13 augustus 2023 14:00 uur | Valies 27', 60' Van der Arend 51' |               | 61' Van Mierlo    | Stadion: Sportpark De Hoge Bomen, Naaldwijk Toeschouwers: 500 Scheidsrechter: O. van Hoof |
| 13 augustus 2023 14:00 uur |                                   |               |                   | Stadion: Sportpark De Hoge Bomen, Naaldwijk Toeschouwers: 500 Scheidsrechter: O. van Hoof |
| 13 augustus 2023 14:00 uur |                                   |               |                   | Stadion: Sportpark De Hoge Bomen, Naaldwijk Toeschouwers: 500 Scheidsrechter: O. van Hoof |
|                            |                                   |               |                   |                                                                                           |

|                            |                                                  |               |                          |                                                                                   |
| 13 augustus 2023 14:30 uur | RKSV Nuenen                                      | 4 – 2 (1 – 2) | VV Chevremont            | Stadion: Sportpark Oude Landen, Nuenen Toeschouwers: 250 Scheidsrechter: S. Huijs |
| 13 augustus 2023 14:30 uur | Drabbels 18', 74' Van den Broek 90+6' Nasser 89' |               | 37' Blättler 41' Cicilia | Stadion: Sportpark Oude Landen, Nuenen Toeschouwers: 250 Scheidsrechter: S. Huijs |
| 13 augustus 2023 14:30 uur |                                                  |               |                          | Stadion: Sportpark Oude Landen, Nuenen Toeschouwers: 250 Scheidsrechter: S. Huijs |
| 13 augustus 2023 14:30 uur |                                                  |               |                          | Stadion: Sportpark Oude Landen, Nuenen Toeschouwers: 250 Scheidsrechter: S. Huijs |
|                            |                                                  |               |                          |                                                                                   |

|                            |                                 |               |                                           |                                                                                          |
| 13 augustus 2023 14:30 uur | SV Kampong                      | 2 – 4 (0 – 2) | VV Gemert                                 | Stadion: Sportpark Maarschalkerweerd, Utrecht Toeschouwers: 500 Scheidsrechter: L. Baars |
| 13 augustus 2023 14:30 uur | Visser 51' (pen.) Witteveen 53' |               | 32' Achten 38', 90+3' Herman 82' Brugmans | Stadion: Sportpark Maarschalkerweerd, Utrecht Toeschouwers: 500 Scheidsrechter: L. Baars |
| 13 augustus 2023 14:30 uur |                                 |               |                                           | Stadion: Sportpark Maarschalkerweerd, Utrecht Toeschouwers: 500 Scheidsrechter: L. Baars |
| 13 augustus 2023 14:30 uur |                                 |               |                                           | Stadion: Sportpark Maarschalkerweerd, Utrecht Toeschouwers: 500 Scheidsrechter: L. Baars |
|                            |                                 |               |                                           |                                                                                          |

|                            |                                                                          |               |                  |                                                                                         |
| 13 augustus 2023 14:30 uur | RKSV Groene Ster                                                         | 6 – 0 (4 – 0) | RKSV Groen Wit   | Stadion: Sportpark Pronsebroek, Heerlerheide Toeschouwers: 300 Scheidsrechter: D. Prick |
| 13 augustus 2023 14:30 uur | Germonprez 17' Stassar 22' Zwartjes 28' Ghijsen 35' Ahidar 74' Nuhaj 90' |               | 58' T. van Galen | Stadion: Sportpark Pronsebroek, Heerlerheide Toeschouwers: 300 Scheidsrechter: D. Prick |
| 13 augustus 2023 14:30 uur |                                                                          |               |                  | Stadion: Sportpark Pronsebroek, Heerlerheide Toeschouwers: 300 Scheidsrechter: D. Prick |
| 13 augustus 2023 14:30 uur |                                                                          |               |                  | Stadion: Sportpark Pronsebroek, Heerlerheide Toeschouwers: 300 Scheidsrechter: D. Prick |
|                            |                                                                          |               |                  |                                                                                         |

#### Tweede kwalificatieronde
Aan de Tweede kwalificatieronde namen in totaal 42 amateurverenigingen deel. De loting werd op 14 augustus 2023 verricht door Jan Bluyssen, manager competitiezaken van de KNVB en Taoufik Adnane, aanvoerder van GVVV. In de pot zaten 30 winnaars uit de eerste kwalificatieronde en 12 teams vanuit de Tweede divisie. Daarbij was er sprake van een vrije loting. Dat wil zeggen dat alle 42 teams aan elkaar gekoppeld konden worden, ongeacht de competitie waarin zij uitkomen. De speeldata in de tweede kwalificatieronde waren dinsdag 19 en woensdag 20 september. De winnaars van de 21 wedstrijden in deze tweede kwalificatieronde plaatsten zich voor de eerste ronde en daarmee voor het hoofdtoernooi van de KNVB Beker.
|                             |                      |               |                  |                                                                       |
| 19 september 2023 20:00 uur | SV Spakenburg        | 1 – 0 (0 – 0) | VV Scherpenzeel  | Stadion: Sportpark De Westmaat, Bunschoten Scheidsrechter: C. Ruperti |
| 19 september 2023 20:00 uur | Van der Linden 90+3' |               | 71' Willigenburg | Stadion: Sportpark De Westmaat, Bunschoten Scheidsrechter: C. Ruperti |
| 19 september 2023 20:00 uur |                      |               |                  | Stadion: Sportpark De Westmaat, Bunschoten Scheidsrechter: C. Ruperti |
| 19 september 2023 20:00 uur |                      |               |                  | Stadion: Sportpark De Westmaat, Bunschoten Scheidsrechter: C. Ruperti |
|                             |                      |               |                  |                                                                       |

|                             |                                                    |               |               |                                                                         |
| 19 september 2023 20:00 uur | RKVV DEM                                           | 3 – 1 (1 – 1) | Sportlust '46 | Stadion: Sportpark Adrichem, Beverwijk Scheidsrechter: E. van der Vaart |
| 19 september 2023 20:00 uur | Wolters 43' J. Verswijveren 50' Van Amersfoort 77' |               | 21' Al Mahdi  | Stadion: Sportpark Adrichem, Beverwijk Scheidsrechter: E. van der Vaart |
| 19 september 2023 20:00 uur |                                                    |               |               | Stadion: Sportpark Adrichem, Beverwijk Scheidsrechter: E. van der Vaart |
| 19 september 2023 20:00 uur |                                                    |               |               | Stadion: Sportpark Adrichem, Beverwijk Scheidsrechter: E. van der Vaart |
|                             |                                                    |               |               |                                                                         |

|                             |                         |               |                  |                                                                        |
| 19 september 2023 20:00 uur | SVV Scheveningen        | 2 – 1 (1 – 1) | HSV Hoek         | Stadion: Sportpark Houtrust, Scheveningen Scheidsrechter: M. de Bruijn |
| 19 september 2023 20:00 uur | Van Baalen 8' Gouda 64' |               | 45+1' Schalkwijk | Stadion: Sportpark Houtrust, Scheveningen Scheidsrechter: M. de Bruijn |
| 19 september 2023 20:00 uur |                         |               |                  | Stadion: Sportpark Houtrust, Scheveningen Scheidsrechter: M. de Bruijn |
| 19 september 2023 20:00 uur |                         |               |                  | Stadion: Sportpark Houtrust, Scheveningen Scheidsrechter: M. de Bruijn |
|                             |                         |               |                  |                                                                        |

|                             |                                   |               |                 |                                                              |
| 19 september 2023 20:00 uur | RKAV Volendam                     | 3 – 0 (1 – 0) | RKVV Westlandia | Stadion: KWABO-stadion, Volendam Scheidsrechter: S. Shukrula |
| 19 september 2023 20:00 uur | L. Tol 14' Veerman 47' Kras 90+3' |               |                 | Stadion: KWABO-stadion, Volendam Scheidsrechter: S. Shukrula |
| 19 september 2023 20:00 uur |                                   |               |                 | Stadion: KWABO-stadion, Volendam Scheidsrechter: S. Shukrula |
| 19 september 2023 20:00 uur |                                   |               |                 | Stadion: KWABO-stadion, Volendam Scheidsrechter: S. Shukrula |
|                             |                                   |               |                 |                                                              |

|                             |                     |               |                                           |                                                     |
| 19 september 2023 20:00 uur | CSV Apeldoorn       | 1 – 3 (0 – 2) | OJC Rosmalen                              | Stadion: Sportpark Orderbos Scheidsrechter: S. Smit |
| 19 september 2023 20:00 uur | Vlutters 58' (pen.) |               | 5' Van Tooren 35' Van Dijk 68' Pijnenburg | Stadion: Sportpark Orderbos Scheidsrechter: S. Smit |
| 19 september 2023 20:00 uur |                     |               |                                           | Stadion: Sportpark Orderbos Scheidsrechter: S. Smit |
| 19 september 2023 20:00 uur |                     |               |                                           | Stadion: Sportpark Orderbos Scheidsrechter: S. Smit |
|                             |                     |               |                                           |                                                     |

|                             |                                       |               |                      |                                                                      |
| 19 september 2023 20:00 uur | VV Eemdijk                            | 3 – 2 (1 – 1) | Harkemase Boys       | Stadion: Sportpark De Vinken, Bunschoten Scheidsrechter: L. Tissingh |
| 19 september 2023 20:00 uur | Van Dalen 40' Ter Burg 72' Bouw 90+3' |               | 5' Betzema 83' Adams | Stadion: Sportpark De Vinken, Bunschoten Scheidsrechter: L. Tissingh |
| 19 september 2023 20:00 uur |                                       |               |                      | Stadion: Sportpark De Vinken, Bunschoten Scheidsrechter: L. Tissingh |
| 19 september 2023 20:00 uur |                                       |               |                      | Stadion: Sportpark De Vinken, Bunschoten Scheidsrechter: L. Tissingh |
|                             |                                       |               |                      |                                                                      |

|                             |                                                       |               |                            |                                                                                       |
| 19 september 2023 20:00 uur | GVVV                                                  | 5 – 2 (2 – 1) | BVV Barendrecht            | Stadion: Sportpark Panhuis, Veenendaal Toeschouwers: 450 Scheidsrechter: R. Vereijken |
| 19 september 2023 20:00 uur | Latif 16' Dumay 27' De Leeuw 73' Potjes 76' Sillé 81' |               | 10' Drexhage 85' Olijfveld | Stadion: Sportpark Panhuis, Veenendaal Toeschouwers: 450 Scheidsrechter: R. Vereijken |
| 19 september 2023 20:00 uur |                                                       |               |                            | Stadion: Sportpark Panhuis, Veenendaal Toeschouwers: 450 Scheidsrechter: R. Vereijken |
| 19 september 2023 20:00 uur |                                                       |               |                            | Stadion: Sportpark Panhuis, Veenendaal Toeschouwers: 450 Scheidsrechter: R. Vereijken |
|                             |                                                       |               |                            |                                                                                       |

|                             |                  |                        |              |                                                                       |
| 19 september 2023 20:00 uur | d'Olde Veste '54 | 0 – 2 (0 – 0)          | vv Noordwijk | Stadion: Sportpark Parallelweg, Steenwijk Scheidsrechter: G. Stegeman |
| 19 september 2023 20:00 uur |                  | 75' Coopmans 90' Bosma |              | Stadion: Sportpark Parallelweg, Steenwijk Scheidsrechter: G. Stegeman |
| 19 september 2023 20:00 uur |                  |                        |              | Stadion: Sportpark Parallelweg, Steenwijk Scheidsrechter: G. Stegeman |
| 19 september 2023 20:00 uur |                  |                        |              | Stadion: Sportpark Parallelweg, Steenwijk Scheidsrechter: G. Stegeman |
|                             |                  |                        |              |                                                                       |

|                             |                |                      |                  |                                                                     |
| 19 september 2023 20:00 uur | DVS '33 Ermelo | 0 – 2 (0 – 1)        | IJsselmeervogels | Stadion: Sportpark DVS'33 Ermelo, Ermelo Scheidsrechter: W. Wiersma |
| 19 september 2023 20:00 uur |                | 45' Boer 57' Knuiman |                  | Stadion: Sportpark DVS'33 Ermelo, Ermelo Scheidsrechter: W. Wiersma |
| 19 september 2023 20:00 uur |                |                      |                  | Stadion: Sportpark DVS'33 Ermelo, Ermelo Scheidsrechter: W. Wiersma |
| 19 september 2023 20:00 uur |                |                      |                  | Stadion: Sportpark DVS'33 Ermelo, Ermelo Scheidsrechter: W. Wiersma |
|                             |                |                      |                  |                                                                     |

|                             |                                                      |               |                                  |                                                                      |
| 19 september 2023 20:00 uur | Sparta Nijkerk                                       | 4 – 2 (2 – 0) | GVV Unitas                       | Stadion: Sportpark De Ebbenhorst, Nijkerk Scheidsrechter: S. Janssen |
| 19 september 2023 20:00 uur | Fonville 4' Sterling 28' Buitenhuis 58' Bakkenes 88' |               | 49' Schalekamp 56' (pen.) Lokasi | Stadion: Sportpark De Ebbenhorst, Nijkerk Scheidsrechter: S. Janssen |
| 19 september 2023 20:00 uur |                                                      |               |                                  | Stadion: Sportpark De Ebbenhorst, Nijkerk Scheidsrechter: S. Janssen |
| 19 september 2023 20:00 uur |                                                      |               |                                  | Stadion: Sportpark De Ebbenhorst, Nijkerk Scheidsrechter: S. Janssen |
|                             |                                                      |               |                                  |                                                                      |

|                             |                                         |                         |                                             |                                                                                 |
| 20 september 2023 20:00 uur | VV SJC                                  | 0 – 0 (n.v.) 4 – 3 pen. | VV Gemert                                   | Stadion: Gemeentelijk Sportpark S.J.C., Noordwijk Scheidsrechter: H. Michielsen |
| 20 september 2023 20:00 uur |                                         |                         |                                             | Stadion: Gemeentelijk Sportpark S.J.C., Noordwijk Scheidsrechter: H. Michielsen |
| 20 september 2023 20:00 uur | Strafschoppen                           |                         |                                             | Stadion: Gemeentelijk Sportpark S.J.C., Noordwijk Scheidsrechter: H. Michielsen |
| 20 september 2023 20:00 uur | Verweij Van Went Van Trigt Van Donk Lim |                         | Barten Brugmans Van den Broek Kemper Jacobs | Stadion: Gemeentelijk Sportpark S.J.C., Noordwijk Scheidsrechter: H. Michielsen |
|                             |                                         |                         |                                             |                                                                                 |

|                             |                   |               |                 |                                                                          |
| 20 september 2023 20:00 uur | VVSB              | 1 – 2 (1 – 1) | VV UNA          | Stadion: Sportpark de Boekhorst, Noordwijkerhout Scheidsrechter: N. Smit |
| 20 september 2023 20:00 uur | Van Nieuwkerk 17' |               | 31', 71' Respen | Stadion: Sportpark de Boekhorst, Noordwijkerhout Scheidsrechter: N. Smit |
| 20 september 2023 20:00 uur |                   |               |                 | Stadion: Sportpark de Boekhorst, Noordwijkerhout Scheidsrechter: N. Smit |
| 20 september 2023 20:00 uur |                   |               |                 | Stadion: Sportpark de Boekhorst, Noordwijkerhout Scheidsrechter: N. Smit |
|                             |                   |               |                 |                                                                          |

|                             |                           |               |             |                                                           |
| 20 september 2023 20:00 uur | SV TEC                    | 2 – 0 (0 – 0) | SV Meerssen | Stadion: Sportpark De Lok, Tiel Scheidsrechter: T. Visser |
| 20 september 2023 20:00 uur | Roshanali 81' Derby 90+4' |               |             | Stadion: Sportpark De Lok, Tiel Scheidsrechter: T. Visser |
| 20 september 2023 20:00 uur |                           |               |             | Stadion: Sportpark De Lok, Tiel Scheidsrechter: T. Visser |
| 20 september 2023 20:00 uur |                           |               |             | Stadion: Sportpark De Lok, Tiel Scheidsrechter: T. Visser |
|                             |                           |               |             |                                                           |

|                             |                                               |                                        |                                     |                                                                 |
| 20 september 2023 20:00 uur | RKSV Nuenen                                   | 0 – 0 (0 – 0, 0 – 0) (n.v.) 2 – 3 pen. | Excelsior Maassluis                 | Stadion: Sportpark Oude Landen, Nuenen Scheidsrechter: D. Prick |
| 20 september 2023 20:00 uur |                                               |                                        |                                     | Stadion: Sportpark Oude Landen, Nuenen Scheidsrechter: D. Prick |
| 20 september 2023 20:00 uur | Strafschoppen                                 |                                        |                                     | Stadion: Sportpark Oude Landen, Nuenen Scheidsrechter: D. Prick |
| 20 september 2023 20:00 uur | Van den Broek Verkuyl Nijst Brouwers Wapenaar |                                        | Van Delft Wennekers Urbanus Van Mil | Stadion: Sportpark Oude Landen, Nuenen Scheidsrechter: D. Prick |
|                             |                                               |                                        |                                     |                                                                 |

|                             |              |               |                                                                      |                                                                                   |
| 20 september 2023 20:00 uur | ACV          | 1 – 5 (1 – 4) | USV Hercules                                                         | Stadion: Sportpark ICT Specialist, Assen Toeschouwers: 500 Scheidsrechter: M. Vos |
| 20 september 2023 20:00 uur | Zwikstra 20' |               | 10' Beck 24' Pieters 38' (pen.) Van Hees 43' Fichtinger 86' Fonville | Stadion: Sportpark ICT Specialist, Assen Toeschouwers: 500 Scheidsrechter: M. Vos |
| 20 september 2023 20:00 uur |              |               |                                                                      | Stadion: Sportpark ICT Specialist, Assen Toeschouwers: 500 Scheidsrechter: M. Vos |
| 20 september 2023 20:00 uur |              |               |                                                                      | Stadion: Sportpark ICT Specialist, Assen Toeschouwers: 500 Scheidsrechter: M. Vos |
|                             |              |               |                                                                      |                                                                                   |

|                             |                     |               |                  |                                                                                          |
| 20 september 2023 20:00 uur | ADO '20             | 0 – 1 (0 – 1) | Quick Boys       | Stadion: Sportpark De Vlotter, Heemskerk Toeschouwers: 2.000 Scheidsrechter: T. Dogterom |
| 20 september 2023 20:00 uur | Boerlage 44' (pen.) |               | 12' S. van Duijn | Stadion: Sportpark De Vlotter, Heemskerk Toeschouwers: 2.000 Scheidsrechter: T. Dogterom |
| 20 september 2023 20:00 uur |                     |               |                  | Stadion: Sportpark De Vlotter, Heemskerk Toeschouwers: 2.000 Scheidsrechter: T. Dogterom |
| 20 september 2023 20:00 uur |                     |               |                  | Stadion: Sportpark De Vlotter, Heemskerk Toeschouwers: 2.000 Scheidsrechter: T. Dogterom |
|                             |                     |               |                  |                                                                                          |

|                             |                     |               |                |                                                                    |
| 20 september 2023 20:00 uur | FC Lisse            | 1 – 0 (0 – 0) | Blauw Geel '38 | Stadion: Sportpark Ter Specke, Lisse Scheidsrechter: B. van Kommer |
| 20 september 2023 20:00 uur | M. van der Meer 73' |               |                | Stadion: Sportpark Ter Specke, Lisse Scheidsrechter: B. van Kommer |
| 20 september 2023 20:00 uur |                     |               |                | Stadion: Sportpark Ter Specke, Lisse Scheidsrechter: B. van Kommer |
| 20 september 2023 20:00 uur |                     |               |                | Stadion: Sportpark Ter Specke, Lisse Scheidsrechter: B. van Kommer |
|                             |                     |               |                |                                                                    |

|                             |                |               |                                          |                                                                  |
| 20 september 2023 20:00 uur | HVCH           | 1 – 3 (0 – 2) | De Treffers                              | Stadion: Sportpark De Braaken, Heesch Scheidsrechter: J. Kuipers |
| 20 september 2023 20:00 uur | Eleonora 90+3' |               | 27' Thomassen 45' Den Dekker 50' Vlijter | Stadion: Sportpark De Braaken, Heesch Scheidsrechter: J. Kuipers |
| 20 september 2023 20:00 uur |                |               |                                          | Stadion: Sportpark De Braaken, Heesch Scheidsrechter: J. Kuipers |
| 20 september 2023 20:00 uur |                |               |                                          | Stadion: Sportpark De Braaken, Heesch Scheidsrechter: J. Kuipers |
|                             |                |               |                                          |                                                                  |

|                             |                  |               |               |                                                                                |
| 20 september 2023 20:00 uur | RKSV Groene Ster | 1 – 0 (0 – 0) | Kozakken Boys | Stadion: Sportpark Pronsebroek, Heerlerheide Scheidsrechter: S. van Zuillichem |
| 20 september 2023 20:00 uur | Hajjaji 70'      |               |               | Stadion: Sportpark Pronsebroek, Heerlerheide Scheidsrechter: S. van Zuillichem |
| 20 september 2023 20:00 uur |                  |               |               | Stadion: Sportpark Pronsebroek, Heerlerheide Scheidsrechter: S. van Zuillichem |
| 20 september 2023 20:00 uur |                  |               |               | Stadion: Sportpark Pronsebroek, Heerlerheide Scheidsrechter: S. van Zuillichem |
|                             |                  |               |               |                                                                                |

|                             |                                         |               |              |                                                                                            |
| 20 september 2023 20:00 uur | VV Hoogeveen                            | 3 – 0 (2 – 0) | VV Staphorst | Stadion: Sportpark Bentinckspark, Hoogeveen Toeschouwers: 800 Scheidsrechter: J. Ordelmans |
| 20 september 2023 20:00 uur | Schuurman 25' Bijlsma 45' Benjamins 77' |               |              | Stadion: Sportpark Bentinckspark, Hoogeveen Toeschouwers: 800 Scheidsrechter: J. Ordelmans |
| 20 september 2023 20:00 uur |                                         |               |              | Stadion: Sportpark Bentinckspark, Hoogeveen Toeschouwers: 800 Scheidsrechter: J. Ordelmans |
| 20 september 2023 20:00 uur |                                         |               |              | Stadion: Sportpark Bentinckspark, Hoogeveen Toeschouwers: 800 Scheidsrechter: J. Ordelmans |
|                             |                                         |               |              |                                                                                            |

|                             |              |               |                                |                                                                                      |
| 20 september 2023 20:00 uur | VV Kloetinge | 1 – 3 (0 – 3) | Koninklijke HFC                | Stadion: Sportpark Wesselopark, Kloetinge Toeschouwers: 550 Scheidsrechter: R. Sturm |
| 20 september 2023 20:00 uur | Bliek 57'    |               | 10', 27' De Wilde 22' Dijkstra | Stadion: Sportpark Wesselopark, Kloetinge Toeschouwers: 550 Scheidsrechter: R. Sturm |
| 20 september 2023 20:00 uur |              |               |                                | Stadion: Sportpark Wesselopark, Kloetinge Toeschouwers: 550 Scheidsrechter: R. Sturm |
| 20 september 2023 20:00 uur |              |               |                                | Stadion: Sportpark Wesselopark, Kloetinge Toeschouwers: 550 Scheidsrechter: R. Sturm |
|                             |              |               |                                |                                                                                      |

### Hoofdtoernooi
Aan het hoofdtoernooi doen de volgende clubs mee: de 21 winnaars uit de tweede voorronde, de kampioen van de Tweede divisie (vv Katwijk) en de periodekampioenen (AFC, HHC Hardenberg, Rijnsburgse Boys), aangevuld met 34 betaaldvoetbalclubs.

#### Eerste ronde
De clubs die dit seizoen deelnamen aan een Europees clubtoernooi (Ajax, AZ, Feyenoord, PSV en FC Twente) zijn vrijgesteld voor deze ronde. De amateurverenigingen speelden thuis bij loting tegen een betaaldvoetbalorganisatie. De loting in de ESPN-studio werd op 23 september 2023 verricht door Hans Kraay jr. De wedstrijden van de eerste ronde vonden plaats op dinsdag 31 oktober, woensdag 1 en donderdag 2 november 2023. Daarnaast wordt er op 16 november 2023 nog een uitgestelde bekerwedstrijd gespeeld.
Vanaf dit seizoen werd er, naast de wedstrijden van 18:45 en 21:00 uur, ook één extra wedstrijd om 20:00 uur uitgezonden op ESPN en waren de hoogtepunten van de overige bekerwedstrijden die om 20:00 uur werden gespeeld in een live schakelprogramma te zien, met uitzondering van donderdag 2 november 2023.
|                           |                                 |               |          |                                                                                 |
| 31 oktober 2023 18:45 uur | De Graafschap                   | 2 – 0 (1 – 0) | FC Emmen | Stadion: De Vijverberg, Doetinchem Toeschouwers: 6.854 Scheidsrechter: E. Blank |
| 31 oktober 2023 18:45 uur | Schouten 20' (e.d.) Colyn 90+2' |               |          | Stadion: De Vijverberg, Doetinchem Toeschouwers: 6.854 Scheidsrechter: E. Blank |
| 31 oktober 2023 18:45 uur |                                 |               |          | Stadion: De Vijverberg, Doetinchem Toeschouwers: 6.854 Scheidsrechter: E. Blank |
| 31 oktober 2023 18:45 uur |                                 |               |          | Stadion: De Vijverberg, Doetinchem Toeschouwers: 6.854 Scheidsrechter: E. Blank |
|                           |                                 |               |          |                                                                                 |

|                           |                                                    |               |                     |                                                                             |
| 31 oktober 2023 20:00 uur | De Treffers                                        | 4 – 0 (2 – 0) | VV UNA              | Stadion: Sportpark Zuid, Groesbeek Toeschouwers: 455 Scheidsrechter: M. Vos |
| 31 oktober 2023 20:00 uur | Den Dekker 25' Thomassen 44' Vlijter 57' Hunte 89' |               | 71' Van Schoonhoven | Stadion: Sportpark Zuid, Groesbeek Toeschouwers: 455 Scheidsrechter: M. Vos |
| 31 oktober 2023 20:00 uur |                                                    |               |                     | Stadion: Sportpark Zuid, Groesbeek Toeschouwers: 455 Scheidsrechter: M. Vos |
| 31 oktober 2023 20:00 uur |                                                    |               |                     | Stadion: Sportpark Zuid, Groesbeek Toeschouwers: 455 Scheidsrechter: M. Vos |
|                           |                                                    |               |                     |                                                                             |

|                           |                                                      |               |               |                                                                                               |
| 31 oktober 2023 20:00 uur | SV Spakenburg                                        | 3 – 1 (1 – 1) | Helmond Sport | Stadion: Sportpark De Westmaat, Bunschoten Toeschouwers: 2.179 Scheidsrechter: M. Eijgelsheim |
| 31 oktober 2023 20:00 uur | Van der Linden 31' El Azzouti 90+2' Van Huffel 90+4' |               | 8' Van Oojien | Stadion: Sportpark De Westmaat, Bunschoten Toeschouwers: 2.179 Scheidsrechter: M. Eijgelsheim |
| 31 oktober 2023 20:00 uur |                                                      |               |               | Stadion: Sportpark De Westmaat, Bunschoten Toeschouwers: 2.179 Scheidsrechter: M. Eijgelsheim |
| 31 oktober 2023 20:00 uur |                                                      |               |               | Stadion: Sportpark De Westmaat, Bunschoten Toeschouwers: 2.179 Scheidsrechter: M. Eijgelsheim |
|                           |                                                      |               |               |                                                                                               |

|                           |                                |                             |                                                   |                                                                                            |
| 31 oktober 2023 20:00 uur | Koninklijke HFC                | 1 – 4 (1 – 1, 0 – 0) (n.v.) | Go Ahead Eagles                                   | Stadion: Sportpark Spanjaardslaan, Haarlem Toeschouwers: 1.500 Scheidsrechter: T. Hardeman |
| 31 oktober 2023 20:00 uur | Bouchnafa 86' Van den Berg 99' |                             | 90' Nauber 101' O. Edvardsen 111' Sow 119' Baeten | Stadion: Sportpark Spanjaardslaan, Haarlem Toeschouwers: 1.500 Scheidsrechter: T. Hardeman |
| 31 oktober 2023 20:00 uur |                                |                             |                                                   | Stadion: Sportpark Spanjaardslaan, Haarlem Toeschouwers: 1.500 Scheidsrechter: T. Hardeman |
| 31 oktober 2023 20:00 uur |                                |                             |                                                   | Stadion: Sportpark Spanjaardslaan, Haarlem Toeschouwers: 1.500 Scheidsrechter: T. Hardeman |
|                           |                                |                             |                                                   |                                                                                            |

|                           |              |               |                                                                                  |                                                                                                   |
| 31 oktober 2023 20:00 uur | OJC Rosmalen | 1 – 8 (1 – 3) | Almere City FC                                                                   | Stadion: Sportpark De Groote Wielen, Rosmalen Toeschouwers: 1.660 Scheidsrechter: J. van der Laan |
| 31 oktober 2023 20:00 uur | Hassan 26'   |               | 4', 16', 50' Hansen 41' Robinet 55' Royo 63' Cathline 84' Duijvestijn 89' Corryn | Stadion: Sportpark De Groote Wielen, Rosmalen Toeschouwers: 1.660 Scheidsrechter: J. van der Laan |
| 31 oktober 2023 20:00 uur |              |               |                                                                                  | Stadion: Sportpark De Groote Wielen, Rosmalen Toeschouwers: 1.660 Scheidsrechter: J. van der Laan |
| 31 oktober 2023 20:00 uur |              |               |                                                                                  | Stadion: Sportpark De Groote Wielen, Rosmalen Toeschouwers: 1.660 Scheidsrechter: J. van der Laan |
|                           |              |               |                                                                                  |                                                                                                   |

|                           |                    |               |         |                                                                                     |
| 31 oktober 2023 20:00 uur | GVVV               | 1 – 0 (0 – 0) | Telstar | Stadion: Sportpark Panhuis, Veenendaal Toeschouwers: 1.500 Scheidsrechter: M. Pérez |
| 31 oktober 2023 20:00 uur | Vergara Berrio 89' |               |         | Stadion: Sportpark Panhuis, Veenendaal Toeschouwers: 1.500 Scheidsrechter: M. Pérez |
| 31 oktober 2023 20:00 uur |                    |               |         | Stadion: Sportpark Panhuis, Veenendaal Toeschouwers: 1.500 Scheidsrechter: M. Pérez |
| 31 oktober 2023 20:00 uur |                    |               |         | Stadion: Sportpark Panhuis, Veenendaal Toeschouwers: 1.500 Scheidsrechter: M. Pérez |
|                           |                    |               |         |                                                                                     |

|                           |              |                             |              |                                                                                        |
| 31 oktober 2023 20:00 uur | vv Noordwijk | 0 – 1 (0 – 1)               | ADO Den Haag | Stadion: Sportpark Duinwetering, Noordwijk Toeschouwers: 2.025 Scheidsrechter: N. Smit |
| 31 oktober 2023 20:00 uur |              | 16' Van der Sande 33' Nigro |              | Stadion: Sportpark Duinwetering, Noordwijk Toeschouwers: 2.025 Scheidsrechter: N. Smit |
| 31 oktober 2023 20:00 uur |              |                             |              | Stadion: Sportpark Duinwetering, Noordwijk Toeschouwers: 2.025 Scheidsrechter: N. Smit |
| 31 oktober 2023 20:00 uur |              |                             |              | Stadion: Sportpark Duinwetering, Noordwijk Toeschouwers: 2.025 Scheidsrechter: N. Smit |
|                           |              |                             |              |                                                                                        |

|                           |                  |               |         |                                                                                            |
| 31 oktober 2023 20:00 uur | RKSV Groene Ster | 0 – 0 (0 – 1) | Vitesse | Stadion: Sportpark Pronsebroek, Heerlerheide Toeschouwers: 2.500 Scheidsrechter: S. Teuben |
| 31 oktober 2023 20:00 uur |                  | 83' Oroz      |         | Stadion: Sportpark Pronsebroek, Heerlerheide Toeschouwers: 2.500 Scheidsrechter: S. Teuben |
| 31 oktober 2023 20:00 uur |                  |               |         | Stadion: Sportpark Pronsebroek, Heerlerheide Toeschouwers: 2.500 Scheidsrechter: S. Teuben |
| 31 oktober 2023 20:00 uur |                  |               |         | Stadion: Sportpark Pronsebroek, Heerlerheide Toeschouwers: 2.500 Scheidsrechter: S. Teuben |
|                           |                  |               |         |                                                                                            |

|                           |                                                       |               |             |                                                                                          |
| 31 oktober 2023 20:00 uur | sc Heerenveen                                         | 5 – 1 (3 – 0) | VVV-Venlo   | Stadion: Abe Lenstra Stadion, Heerenveen Toeschouwers: 12.000 Scheidsrechter: I. Oostrom |
| 31 oktober 2023 20:00 uur | Van Amersfoort 21', 40', 44' Van Ee 68' Karlsbakk 90' |               | 76' Allouch | Stadion: Abe Lenstra Stadion, Heerenveen Toeschouwers: 12.000 Scheidsrechter: I. Oostrom |
| 31 oktober 2023 20:00 uur |                                                       |               |             | Stadion: Abe Lenstra Stadion, Heerenveen Toeschouwers: 12.000 Scheidsrechter: I. Oostrom |
| 31 oktober 2023 20:00 uur |                                                       |               |             | Stadion: Abe Lenstra Stadion, Heerenveen Toeschouwers: 12.000 Scheidsrechter: I. Oostrom |
|                           |                                                       |               |             |                                                                                          |

|                           |                 |               |           |                                                                                            |
| 31 oktober 2023 20:00 uur | Quick Boys      | 1 – 0 (1 – 0) | NAC Breda | Stadion: Sportpark Nieuw Zuid, Katwijk Toeschouwers: 5.000 Scheidsrechter: E. van de Graaf |
| 31 oktober 2023 20:00 uur | Broekhuizen 25' |               |           | Stadion: Sportpark Nieuw Zuid, Katwijk Toeschouwers: 5.000 Scheidsrechter: E. van de Graaf |
| 31 oktober 2023 20:00 uur |                 |               |           | Stadion: Sportpark Nieuw Zuid, Katwijk Toeschouwers: 5.000 Scheidsrechter: E. van de Graaf |
| 31 oktober 2023 20:00 uur |                 |               |           | Stadion: Sportpark Nieuw Zuid, Katwijk Toeschouwers: 5.000 Scheidsrechter: E. van de Graaf |
|                           |                 |               |           |                                                                                            |

|                           |                  |               |                           |                                                                                    |
| 31 oktober 2023 20:00 uur | FC Lisse         | 1 – 3 (0 – 1) | FC Dordrecht              | Stadion: Sportpark Ter Specke, Lisse Toeschouwers: 1.100 Scheidsrechter: L. Timmer |
| 31 oktober 2023 20:00 uur | Van Ekeris 90+6' |               | 31', 90+3', 90+10' Kriwak | Stadion: Sportpark Ter Specke, Lisse Toeschouwers: 1.100 Scheidsrechter: L. Timmer |
| 31 oktober 2023 20:00 uur |                  |               |                           | Stadion: Sportpark Ter Specke, Lisse Toeschouwers: 1.100 Scheidsrechter: L. Timmer |
| 31 oktober 2023 20:00 uur |                  |               |                           | Stadion: Sportpark Ter Specke, Lisse Toeschouwers: 1.100 Scheidsrechter: L. Timmer |
|                           |                  |               |                           |                                                                                    |

|                           |                                                |               |                 |                                                                                  |
| 31 oktober 2023 21:00 uur | FC Utrecht                                     | 3 – 2 (3 – 1) | RKC Waalwijk    | Stadion: De Galgenwaard, Utrecht Toeschouwers: 10.291 Scheidsrechter: L. Gerrets |
| 31 oktober 2023 21:00 uur | Fraulo 7' Van der Hoorn 17' Lidberg 30' (pen.) |               | 44', 51' Lokesa | Stadion: De Galgenwaard, Utrecht Toeschouwers: 10.291 Scheidsrechter: L. Gerrets |
| 31 oktober 2023 21:00 uur |                                                |               |                 | Stadion: De Galgenwaard, Utrecht Toeschouwers: 10.291 Scheidsrechter: L. Gerrets |
| 31 oktober 2023 21:00 uur |                                                |               |                 | Stadion: De Galgenwaard, Utrecht Toeschouwers: 10.291 Scheidsrechter: L. Gerrets |
|                           |                                                |               |                 |                                                                                  |

|                           |                     |               |                 |                                                                                  |
| 1 november 2023 18:45 uur | HHC Hardenberg      | 2 – 0 (1 – 0) | Heracles Almelo | Stadion: De Boshoek, Hardenberg Toeschouwers: 4.200 Scheidsrechter: R. Dieperink |
| 1 november 2023 18:45 uur | Jones 35' Drost 63' |               |                 | Stadion: De Boshoek, Hardenberg Toeschouwers: 4.200 Scheidsrechter: R. Dieperink |
| 1 november 2023 18:45 uur |                     |               |                 | Stadion: De Boshoek, Hardenberg Toeschouwers: 4.200 Scheidsrechter: R. Dieperink |
| 1 november 2023 18:45 uur |                     |               |                 | Stadion: De Boshoek, Hardenberg Toeschouwers: 4.200 Scheidsrechter: R. Dieperink |
|                           |                     |               |                 |                                                                                  |

|                           |                  |               |              |                                                                                         |
| 1 november 2023 20:00 uur | Rijnsburgse Boys | 0 – 1 (0 – 0) | FC Groningen | Stadion: Sportpark Middelmors, Rijnsburg Toeschouwers: 2.000 Scheidsrechter: R. Martens |
| 1 november 2023 20:00 uur |                  | 71' Peersman  |              | Stadion: Sportpark Middelmors, Rijnsburg Toeschouwers: 2.000 Scheidsrechter: R. Martens |
| 1 november 2023 20:00 uur |                  |               |              | Stadion: Sportpark Middelmors, Rijnsburg Toeschouwers: 2.000 Scheidsrechter: R. Martens |
| 1 november 2023 20:00 uur |                  |               |              | Stadion: Sportpark Middelmors, Rijnsburg Toeschouwers: 2.000 Scheidsrechter: R. Martens |
|                           |                  |               |              |                                                                                         |

|                           |                                                 |                                        |                                                     |                                                                                     |
| 1 november 2023 20:00 uur | SVV Scheveningen                                | 0 – 0 (0 – 0, 0 – 0) (n.v.) 3 – 4 pen. | USV Hercules                                        | Stadion: Sportpark Houtrust, Scheveningen Toeschouwers: 500 Scheidsrechter: K. Puts |
| 1 november 2023 20:00 uur | Koorndijk 64'                                   |                                        |                                                     | Stadion: Sportpark Houtrust, Scheveningen Toeschouwers: 500 Scheidsrechter: K. Puts |
| 1 november 2023 20:00 uur | Strafschoppen                                   |                                        |                                                     | Stadion: Sportpark Houtrust, Scheveningen Toeschouwers: 500 Scheidsrechter: K. Puts |
| 1 november 2023 20:00 uur | De Niet Kalpoe Koesveld Aldoğan Strooker Browne |                                        | Zwart Fichtinger Lahri Grotenbreg Pieters Vermeulen | Stadion: Sportpark Houtrust, Scheveningen Toeschouwers: 500 Scheidsrechter: K. Puts |
|                           |                                                 |                                        |                                                     |                                                                                     |

|                           |                  |                     |                  |                                                                                         |
| 1 november 2023 20:00 uur | IJsselmeervogels | 0 – 2 (0 – 1)       | Sparta Rotterdam | Stadion: Sportpark De Westmaat, Bunschoten Toeschouwers: 4.000 Scheidsrechter: J. Kooij |
| 1 november 2023 20:00 uur |                  | 37' Neghli 88' Brym |                  | Stadion: Sportpark De Westmaat, Bunschoten Toeschouwers: 4.000 Scheidsrechter: J. Kooij |
| 1 november 2023 20:00 uur |                  |                     |                  | Stadion: Sportpark De Westmaat, Bunschoten Toeschouwers: 4.000 Scheidsrechter: J. Kooij |
| 1 november 2023 20:00 uur |                  |                     |                  | Stadion: Sportpark De Westmaat, Bunschoten Toeschouwers: 4.000 Scheidsrechter: J. Kooij |
|                           |                  |                     |                  |                                                                                         |

|                           |                                     |               |              |                                                                                        |
| 1 november 2023 20:00 uur | RKVV DEM                            | 3 – 1 (3 – 0) | VV Hoogeveen | Stadion: Sportpark Adrichem, Beverwijk Toeschouwers: 400 Scheidsrechter: B. van Kommer |
| 1 november 2023 20:00 uur | De Vries 4', 17' Van Doorneveld 30' |               | 72' Kamphuis | Stadion: Sportpark Adrichem, Beverwijk Toeschouwers: 400 Scheidsrechter: B. van Kommer |
| 1 november 2023 20:00 uur |                                     |               |              | Stadion: Sportpark Adrichem, Beverwijk Toeschouwers: 400 Scheidsrechter: B. van Kommer |
| 1 november 2023 20:00 uur |                                     |               |              | Stadion: Sportpark Adrichem, Beverwijk Toeschouwers: 400 Scheidsrechter: B. van Kommer |
|                           |                                     |               |              |                                                                                        |

|                           |                |                      |                 |                                                                                            |
| 1 november 2023 20:00 uur | Sparta Nijkerk | 0 – 1 (0 – 0)        | Fortuna Sittard | Stadion: Sportpark De Ebbenhorst, Nijkerk Toeschouwers: 2.800 Scheidsrechter: R. Vereijken |
| 1 november 2023 20:00 uur |                | 81' (pen.) Halilović |                 | Stadion: Sportpark De Ebbenhorst, Nijkerk Toeschouwers: 2.800 Scheidsrechter: R. Vereijken |
| 1 november 2023 20:00 uur |                |                      |                 | Stadion: Sportpark De Ebbenhorst, Nijkerk Toeschouwers: 2.800 Scheidsrechter: R. Vereijken |
| 1 november 2023 20:00 uur |                |                      |                 | Stadion: Sportpark De Ebbenhorst, Nijkerk Toeschouwers: 2.800 Scheidsrechter: R. Vereijken |
|                           |                |                      |                 |                                                                                            |

|                           |          |               |            |                                                                                           |
| 1 november 2023 20:00 uur | AFC      | 1 – 0 (0 – 0) | PEC Zwolle | Stadion: Sportpark Goed Genoeg, Amsterdam Toeschouwers: 2.500 Scheidsrechter: J. Rozendal |
| 1 november 2023 20:00 uur | Been 86' |               |            | Stadion: Sportpark Goed Genoeg, Amsterdam Toeschouwers: 2.500 Scheidsrechter: J. Rozendal |
| 1 november 2023 20:00 uur |          |               |            | Stadion: Sportpark Goed Genoeg, Amsterdam Toeschouwers: 2.500 Scheidsrechter: J. Rozendal |
| 1 november 2023 20:00 uur |          |               |            | Stadion: Sportpark Goed Genoeg, Amsterdam Toeschouwers: 2.500 Scheidsrechter: J. Rozendal |
|                           |          |               |            |                                                                                           |

|                           |                                                    |               |            |                                                                               |
| 1 november 2023 20:00 uur | RKAV Volendam                                      | 5 – 0 (3 – 0) | VV Eemdijk | Stadion: Kras Stadion, Volendam Toeschouwers: 500 Scheidsrechter: R. Hensgens |
| 1 november 2023 20:00 uur | R. Tol 34', 73' Van Baarsen 36' Beers 39' Plat 77' |               |            | Stadion: Kras Stadion, Volendam Toeschouwers: 500 Scheidsrechter: R. Hensgens |
| 1 november 2023 20:00 uur |                                                    |               |            | Stadion: Kras Stadion, Volendam Toeschouwers: 500 Scheidsrechter: R. Hensgens |
| 1 november 2023 20:00 uur |                                                    |               |            | Stadion: Kras Stadion, Volendam Toeschouwers: 500 Scheidsrechter: R. Hensgens |
|                           |                                                    |               |            |                                                                               |

|                           |                                                                      |               |                     |                                                                                |
| 1 november 2023 20:00 uur | VV Katwijk                                                           | 5 – 0 (2 – 0) | SV TEC              | Stadion: Sportpark De Krom, Katwijk Toeschouwers: 1.000 Scheidsrechter: A. Bos |
| 1 november 2023 20:00 uur | Janmaat 22', 28' Doesburg 61' Van Anholt 76' (e.d.) Van der Meer 82' |               | 53', 81' El Makrini | Stadion: Sportpark De Krom, Katwijk Toeschouwers: 1.000 Scheidsrechter: A. Bos |
| 1 november 2023 20:00 uur |                                                                      |               |                     | Stadion: Sportpark De Krom, Katwijk Toeschouwers: 1.000 Scheidsrechter: A. Bos |
| 1 november 2023 20:00 uur |                                                                      |               |                     | Stadion: Sportpark De Krom, Katwijk Toeschouwers: 1.000 Scheidsrechter: A. Bos |
|                           |                                                                      |               |                     |                                                                                |

|                           |               |                             |                              |                                                                                        |
| 1 november 2023 21:00 uur | FC Den Bosch  | 1 – 2 (1 – 1, 0 – 1) (n.v.) | Excelsior Rotterdam          | Stadion: De Vliert, 's-Hertogenbosch Toeschouwers: 3.754 Scheidsrechter: P. van Boekel |
| 1 november 2023 21:00 uur | Vicario 90+7' |                             | 37' Horemans 96' (pen.) Baas | Stadion: De Vliert, 's-Hertogenbosch Toeschouwers: 3.754 Scheidsrechter: P. van Boekel |
| 1 november 2023 21:00 uur |               |                             |                              | Stadion: De Vliert, 's-Hertogenbosch Toeschouwers: 3.754 Scheidsrechter: P. van Boekel |
| 1 november 2023 21:00 uur |               |                             |                              | Stadion: De Vliert, 's-Hertogenbosch Toeschouwers: 3.754 Scheidsrechter: P. van Boekel |
|                           |               |                             |                              |                                                                                        |

|                           |                                                  |               |                |                                                                                     |
| 2 november 2023 18:45 uur | SC Cambuur                                       | 4 – 1 (4 – 1) | MVV Maastricht | Stadion: Cambuurstadion, Leeuwarden Toeschouwers: 5.460 Scheidsrechter: J. Kamphuis |
| 2 november 2023 18:45 uur | Sylla 25' Smit 29' (pen.) Breij 40' Uldriķis 45' |               | 18' Buifrahi   | Stadion: Cambuurstadion, Leeuwarden Toeschouwers: 5.460 Scheidsrechter: J. Kamphuis |
| 2 november 2023 18:45 uur |                                                  |               |                | Stadion: Cambuurstadion, Leeuwarden Toeschouwers: 5.460 Scheidsrechter: J. Kamphuis |
| 2 november 2023 18:45 uur |                                                  |               |                | Stadion: Cambuurstadion, Leeuwarden Toeschouwers: 5.460 Scheidsrechter: J. Kamphuis |
|                           |                                                  |               |                |                                                                                     |

|                           |         |                   |              |                                                                                   |
| 2 november 2023 20:00 uur | TOP Oss | 0 – 1 (0 – 0)     | FC Eindhoven | Stadion: Frans Heesen Stadion, Oss Toeschouwers: 1.173 Scheidsrechter: C. Ruperti |
| 2 november 2023 20:00 uur |         | 61' (pen.) Amevor |              | Stadion: Frans Heesen Stadion, Oss Toeschouwers: 1.173 Scheidsrechter: C. Ruperti |
| 2 november 2023 20:00 uur |         |                   |              | Stadion: Frans Heesen Stadion, Oss Toeschouwers: 1.173 Scheidsrechter: C. Ruperti |
| 2 november 2023 20:00 uur |         |                   |              | Stadion: Frans Heesen Stadion, Oss Toeschouwers: 1.173 Scheidsrechter: C. Ruperti |
|                           |         |                   |              |                                                                                   |

|                           |               |               |                                           |                                                                                                  |
| 2 november 2023 20:00 uur | VV SJC        | 1 – 3 (1 – 2) | Willem II                                 | Stadion: Gemeentelijk Sportpark S.J.C., Noordwijk Toeschouwers: 1.625 Scheidsrechter: W. Wiersma |
| 2 november 2023 20:00 uur | Van Trigt 11' |               | 16' Svensson 19' St. Jago 90+2' Hilterman | Stadion: Gemeentelijk Sportpark S.J.C., Noordwijk Toeschouwers: 1.625 Scheidsrechter: W. Wiersma |
| 2 november 2023 20:00 uur |               |               |                                           | Stadion: Gemeentelijk Sportpark S.J.C., Noordwijk Toeschouwers: 1.625 Scheidsrechter: W. Wiersma |
| 2 november 2023 20:00 uur |               |               |                                           | Stadion: Gemeentelijk Sportpark S.J.C., Noordwijk Toeschouwers: 1.625 Scheidsrechter: W. Wiersma |
|                           |               |               |                                           |                                                                                                  |

|                           |                                                             |               |                            |                                                                                    |
| 2 november 2023 21:00 uur | N.E.C.                                                      | 5 – 3 (3 – 3) | Roda JC Kerkrade           | Stadion: Goffertstadion, Nijmegen Toeschouwers: 11.472 Scheidsrechter: A. Lindhout |
| 2 november 2023 21:00 uur | González 9', 80' Mattsson 22' Van Rooij 24' Hoedemakers 86' |               | 7', 37' Ouaissa 42' Didden | Stadion: Goffertstadion, Nijmegen Toeschouwers: 11.472 Scheidsrechter: A. Lindhout |
| 2 november 2023 21:00 uur |                                                             |               |                            | Stadion: Goffertstadion, Nijmegen Toeschouwers: 11.472 Scheidsrechter: A. Lindhout |
| 2 november 2023 21:00 uur |                                                             |               |                            | Stadion: Goffertstadion, Nijmegen Toeschouwers: 11.472 Scheidsrechter: A. Lindhout |
|                           |                                                             |               |                            |                                                                                    |

| |                     |               |             |                                                                                           |
| 16 november 2023 20:00 uur | Excelsior Maassluis | 1 – 0 (1 – 0) | FC Volendam | Stadion: Sportpark Dijkpolder, Maassluis Toeschouwers: 1.500 Scheidsrechter: M. Nagtegaal |
| 16 november 2023 20:00 uur | Ouali 20'           |               |             | Stadion: Sportpark Dijkpolder, Maassluis Toeschouwers: 1.500 Scheidsrechter: M. Nagtegaal |
| 16 november 2023 20:00 uur |                     |               |             | Stadion: Sportpark Dijkpolder, Maassluis Toeschouwers: 1.500 Scheidsrechter: M. Nagtegaal |
| 16 november 2023 20:00 uur |                     |               |             | Stadion: Sportpark Dijkpolder, Maassluis Toeschouwers: 1.500 Scheidsrechter: M. Nagtegaal |
| Bijz.: Vanwege het uitstellen van de Eredivisiewedstrijd tussen Ajax en FC Volendam naar 2 november 2023, moest de bekerwedstrijd tussen Excelsior Maassluis en FC Volendam ook worden verplaatst door de KNVB. Later werd bekend dat de nieuwe speeldatum op 16 november 2023 was vastgesteld. |                     |               |             |                                                                                           |

#### Tweede ronde
Ajax, AZ, Feyenoord, PSV en FC Twente stroomden deze ronde in, omdat zij deelnemen of deelnamen aan een Europees clubtoernooi. De loting in de ESPN-studio werd op 4 november 2023 verricht door Jesper Drost en Wessel Been, spelers van HHC Hardenberg en AFC. De wedstrijden van de tweede ronde vonden plaats op 19, 20 en 21 december 2023. Daarnaast werd er op 17 januari 2024 nog een inhaalwedstrijd gespeeld.
|                            |                       |               |               |                                                                                         |
| 19 december 2023 18:45 uur | Quick Boys            | 2 – 0 (1 – 0) | De Graafschap | Stadion: Sportpark Nieuw Zuid, Katwijk Toeschouwers: 5.000 Scheidsrechter: M. Nagtegaal |
| 19 december 2023 18:45 uur | S. van Duijn 28', 76' |               |               | Stadion: Sportpark Nieuw Zuid, Katwijk Toeschouwers: 5.000 Scheidsrechter: M. Nagtegaal |
| 19 december 2023 18:45 uur |                       |               |               | Stadion: Sportpark Nieuw Zuid, Katwijk Toeschouwers: 5.000 Scheidsrechter: M. Nagtegaal |
| 19 december 2023 18:45 uur |                       |               |               | Stadion: Sportpark Nieuw Zuid, Katwijk Toeschouwers: 5.000 Scheidsrechter: M. Nagtegaal |
|                            |                       |               |               |                                                                                         |

|                            |              |                                    |            |                                                                                             |
| 19 december 2023 20:00 uur | FC Dordrecht | 0 – 3 (0 – 1)                      | SC Cambuur | Stadion: Matchoholic Stadion, Dordrecht Toeschouwers: 1.958 Scheidsrechter: J. van der Laan |
| 19 december 2023 20:00 uur |              | 24' Balk 59' Uldriķis 79' Van Kaam |            | Stadion: Matchoholic Stadion, Dordrecht Toeschouwers: 1.958 Scheidsrechter: J. van der Laan |
| 19 december 2023 20:00 uur |              |                                    |            | Stadion: Matchoholic Stadion, Dordrecht Toeschouwers: 1.958 Scheidsrechter: J. van der Laan |
| 19 december 2023 20:00 uur |              |                                    |            | Stadion: Matchoholic Stadion, Dordrecht Toeschouwers: 1.958 Scheidsrechter: J. van der Laan |
|                            |              |                                    |            |                                                                                             |

|                            |                     |                             |                                              |                                                                                              |
| 19 december 2023 20:00 uur | SV Spakenburg       | 2 – 3 (2 – 2, 1 – 1) (n.v.) | Excelsior Rotterdam                          | Stadion: Sportpark De Westmaat, Bunschoten Toeschouwers: 4.733 Scheidsrechter: B. van Kommer |
| 19 december 2023 20:00 uur | El Azzouti 25', 64' |                             | 36' Lamprou 76' (e.d.) Artien 99' Agrafiotis | Stadion: Sportpark De Westmaat, Bunschoten Toeschouwers: 4.733 Scheidsrechter: B. van Kommer |
| 19 december 2023 20:00 uur |                     |                             |                                              | Stadion: Sportpark De Westmaat, Bunschoten Toeschouwers: 4.733 Scheidsrechter: B. van Kommer |
| 19 december 2023 20:00 uur |                     |                             |                                              | Stadion: Sportpark De Westmaat, Bunschoten Toeschouwers: 4.733 Scheidsrechter: B. van Kommer |
|                            |                     |                             |                                              |                                                                                              |

|                            |              |                         |                 |                                                                                        |
| 19 december 2023 20:00 uur | FC Eindhoven | 0 – 2 (0 – 1)           | Fortuna Sittard | Stadion: Jan Louwers Stadion, Eindhoven Toeschouwers: 2.394 Scheidsrechter: C. Ruperti |
| 19 december 2023 20:00 uur |              | 30' Noslin 49' Sierhuis |                 | Stadion: Jan Louwers Stadion, Eindhoven Toeschouwers: 2.394 Scheidsrechter: C. Ruperti |
| 19 december 2023 20:00 uur |              |                         |                 | Stadion: Jan Louwers Stadion, Eindhoven Toeschouwers: 2.394 Scheidsrechter: C. Ruperti |
| 19 december 2023 20:00 uur |              |                         |                 | Stadion: Jan Louwers Stadion, Eindhoven Toeschouwers: 2.394 Scheidsrechter: C. Ruperti |
|                            |              |                         |                 |                                                                                        |

| |          |                              |                     |                                                                                           |
| 19 december 2023 20:00 uur | RKVV DEM | 0 – 1 (0 – 0)                | Excelsior Maassluis | Stadion: Sportpark Adrichem, Beverwijk Toeschouwers: 1.300 Scheidsrechter: M. Eijgelsheim |
| 19 december 2023 20:00 uur |          | 67' Da Fonseca 69', 69' Boks |                     | Stadion: Sportpark Adrichem, Beverwijk Toeschouwers: 1.300 Scheidsrechter: M. Eijgelsheim |
| 19 december 2023 20:00 uur |          |                              |                     | Stadion: Sportpark Adrichem, Beverwijk Toeschouwers: 1.300 Scheidsrechter: M. Eijgelsheim |
| 19 december 2023 20:00 uur |          |                              |                     | Stadion: Sportpark Adrichem, Beverwijk Toeschouwers: 1.300 Scheidsrechter: M. Eijgelsheim |
| Bijz.: Op het moment van de loting was de winnaar van de bekerwedstrijd tussen Excelsior Maassluis en FC Volendam nog niet bekend, omdat deze op 16 november 2023 nog moest worden gespeeld. |          |                              |                     |                                                                                           |

|                            |           |               |                                    |                                                                                           |
| 19 december 2023 21:00 uur | Willem II | 1 – 3 (0 – 1) | FC Groningen                       | Stadion: Koning Willem II Stadion, Tilburg Toeschouwers: 7.800 Scheidsrechter: B. Nijhuis |
| 19 december 2023 21:00 uur | Bosch 56' |               | 21' Valente 75' Duarte 84' Postema | Stadion: Koning Willem II Stadion, Tilburg Toeschouwers: 7.800 Scheidsrechter: B. Nijhuis |
| 19 december 2023 21:00 uur |           |               |                                    | Stadion: Koning Willem II Stadion, Tilburg Toeschouwers: 7.800 Scheidsrechter: B. Nijhuis |
| 19 december 2023 21:00 uur |           |               |                                    | Stadion: Koning Willem II Stadion, Tilburg Toeschouwers: 7.800 Scheidsrechter: B. Nijhuis |
|                            |           |               |                                    |                                                                                           |

|                            |                          |               |                  |                                                                                   |
| 20 december 2023 18:45 uur | ADO Den Haag             | 2 – 0 (1 – 0) | Sparta Rotterdam | Stadion: Bingoal Stadion, Den Haag Toeschouwers: 7.199 Scheidsrechter: I. Oostrom |
| 20 december 2023 18:45 uur | Van Mieghem 5' Ideho 88' |               |                  | Stadion: Bingoal Stadion, Den Haag Toeschouwers: 7.199 Scheidsrechter: I. Oostrom |
| 20 december 2023 18:45 uur |                          |               |                  | Stadion: Bingoal Stadion, Den Haag Toeschouwers: 7.199 Scheidsrechter: I. Oostrom |
| 20 december 2023 18:45 uur |                          |               |                  | Stadion: Bingoal Stadion, Den Haag Toeschouwers: 7.199 Scheidsrechter: I. Oostrom |
|                            |                          |               |                  |                                                                                   |

|                            |               |               |                                                               |                                                                                        |
| 20 december 2023 20:00 uur | GVVV          | 1 – 6 (0 – 5) | N.E.C.                                                        | Stadion: Sportpark Panhuis, Veenendaal Toeschouwers: 3.750 Scheidsrechter: J. Rozendal |
| 20 december 2023 20:00 uur | Burgering 64' |               | 3', 28' González 11' Proper 38' Tavsan 42' Mattsson 60' Ogawa | Stadion: Sportpark Panhuis, Veenendaal Toeschouwers: 3.750 Scheidsrechter: J. Rozendal |
| 20 december 2023 20:00 uur |               |               |                                                               | Stadion: Sportpark Panhuis, Veenendaal Toeschouwers: 3.750 Scheidsrechter: J. Rozendal |
| 20 december 2023 20:00 uur |               |               |                                                               | Stadion: Sportpark Panhuis, Veenendaal Toeschouwers: 3.750 Scheidsrechter: J. Rozendal |
|                            |               |               |                                                               |                                                                                        |

|                            |               |               |     |                                                                               |
| 20 december 2023 20:00 uur | RKAV Volendam | 0 – 1 (0 – 0) | AFC | Stadion: Kras Stadion, Volendam Toeschouwers: 2.400 Scheidsrechter: L. Timmer |
| 20 december 2023 20:00 uur |               | 62' Been      |     | Stadion: Kras Stadion, Volendam Toeschouwers: 2.400 Scheidsrechter: L. Timmer |
| 20 december 2023 20:00 uur |               |               |     | Stadion: Kras Stadion, Volendam Toeschouwers: 2.400 Scheidsrechter: L. Timmer |
| 20 december 2023 20:00 uur |               |               |     | Stadion: Kras Stadion, Volendam Toeschouwers: 2.400 Scheidsrechter: L. Timmer |
|                            |               |               |     |                                                                               |

|                            |                         |                             |                                          |                                                                                 |
| 20 december 2023 20:00 uur | HHC Hardenberg          | 2 – 3 (2 – 2, 0 – 1) (n.v.) | AZ                                       | Stadion: De Boshoek, Hardenberg Toeschouwers: 4.150 Scheidsrechter: R. Hensgens |
| 20 december 2023 20:00 uur | Fatima 63' Church 90+4' |                             | 22' Pavlidis 77' Odgaard 102' Van Bommel | Stadion: De Boshoek, Hardenberg Toeschouwers: 4.150 Scheidsrechter: R. Hensgens |
| 20 december 2023 20:00 uur |                         |                             |                                          | Stadion: De Boshoek, Hardenberg Toeschouwers: 4.150 Scheidsrechter: R. Hensgens |
| 20 december 2023 20:00 uur |                         |                             |                                          | Stadion: De Boshoek, Hardenberg Toeschouwers: 4.150 Scheidsrechter: R. Hensgens |
|                            |                         |                             |                                          |                                                                                 |

|                            |                      |               |            |                                                                                |
| 20 december 2023 21:00 uur | Feyenoord            | 2 – 1 (2 – 1) | FC Utrecht | Stadion: De Kuip, Rotterdam Toeschouwers: 47.500 Scheidsrechter: P. van Boekel |
| 20 december 2023 21:00 uur | Stengs 8' Paixão 26' |               | 41' Booth  | Stadion: De Kuip, Rotterdam Toeschouwers: 47.500 Scheidsrechter: P. van Boekel |
| 20 december 2023 21:00 uur |                      |               |            | Stadion: De Kuip, Rotterdam Toeschouwers: 47.500 Scheidsrechter: P. van Boekel |
| 20 december 2023 21:00 uur |                      |               |            | Stadion: De Kuip, Rotterdam Toeschouwers: 47.500 Scheidsrechter: P. van Boekel |
|                            |                      |               |            |                                                                                |

|                            |                                   |               |                       |                                                                                    |
| 21 december 2023 18:45 uur | USV Hercules                      | 3 – 2 (1 – 0) | Ajax                  | Stadion: Stadion Galgenwaard, Utrecht Toeschouwers: 5.400 Scheidsrechter: E. Blank |
| 21 december 2023 18:45 uur | Pieters 15', 66' Grotenbreg 90+2' |               | 83' Brobbey 88' Akpom | Stadion: Stadion Galgenwaard, Utrecht Toeschouwers: 5.400 Scheidsrechter: E. Blank |
| 21 december 2023 18:45 uur |                                   |               |                       | Stadion: Stadion Galgenwaard, Utrecht Toeschouwers: 5.400 Scheidsrechter: E. Blank |
| 21 december 2023 18:45 uur |                                   |               |                       | Stadion: Stadion Galgenwaard, Utrecht Toeschouwers: 5.400 Scheidsrechter: E. Blank |
|                            |                                   |               |                       |                                                                                    |

|                            |                                                                                    |               |              |                                                                                   |
| 21 december 2023 20:00 uur | Go Ahead Eagles                                                                    | 7 – 1 (4 – 0) | De Treffers  | Stadion: De Adelaarshorst, Deventer Toeschouwers: 7.359 Scheidsrechter: S. Teuben |
| 21 december 2023 20:00 uur | Kornelis 16' (e.d.) Sow 19' O. Edvardsen 26', 36' V. Edvardsen 66' Baeten 75', 84' |               | 49' Waterink | Stadion: De Adelaarshorst, Deventer Toeschouwers: 7.359 Scheidsrechter: S. Teuben |
| 21 december 2023 20:00 uur |                                                                                    |               |              | Stadion: De Adelaarshorst, Deventer Toeschouwers: 7.359 Scheidsrechter: S. Teuben |
| 21 december 2023 20:00 uur |                                                                                    |               |              | Stadion: De Adelaarshorst, Deventer Toeschouwers: 7.359 Scheidsrechter: S. Teuben |
|                            |                                                                                    |               |              |                                                                                   |

|                            |             |               |               |                                                                              |
| 21 december 2023 20:00 uur | Vitesse     | 1 – 0 (0 – 0) | sc Heerenveen | Stadion: GelreDome, Arnhem Toeschouwers: 11.913 Scheidsrechter: R. Dieperink |
| 21 december 2023 20:00 uur | Boutrah 86' |               |               | Stadion: GelreDome, Arnhem Toeschouwers: 11.913 Scheidsrechter: R. Dieperink |
| 21 december 2023 20:00 uur |             |               |               | Stadion: GelreDome, Arnhem Toeschouwers: 11.913 Scheidsrechter: R. Dieperink |
| 21 december 2023 20:00 uur |             |               |               | Stadion: GelreDome, Arnhem Toeschouwers: 11.913 Scheidsrechter: R. Dieperink |
|                            |             |               |               |                                                                              |

|                            |              |               |                                       |                                                                                 |
| 21 december 2023 20:00 uur | VV Katwijk   | 1 – 2 (1 – 2) | Almere City FC                        | Stadion: Sportpark De Krom, Katwijk Toeschouwers: 1.586 Scheidsrechter: N. Smit |
| 21 december 2023 20:00 uur | Doesburg 16' |               | 18', 24' Peña 28' Cathline 39' Hansen | Stadion: Sportpark De Krom, Katwijk Toeschouwers: 1.586 Scheidsrechter: N. Smit |
| 21 december 2023 20:00 uur |              |               |                                       | Stadion: Sportpark De Krom, Katwijk Toeschouwers: 1.586 Scheidsrechter: N. Smit |
| 21 december 2023 20:00 uur |              |               |                                       | Stadion: Sportpark De Krom, Katwijk Toeschouwers: 1.586 Scheidsrechter: N. Smit |
|                            |              |               |                                       |                                                                                 |

| |                                        |               |            |                                                                                      |
| 17 januari 2024 21:00 uur | PSV                                    | 3 – 1 (1 – 0) | FC Twente  | Stadion: Philips Stadion, Eindhoven Toeschouwers: 34.400 Scheidsrechter: J. Manschot |
| 17 januari 2024 21:00 uur | Vertessen 19' De Jong 55' Bakayoko 61' |               | 68' Ugalde | Stadion: Philips Stadion, Eindhoven Toeschouwers: 34.400 Scheidsrechter: J. Manschot |
| 17 januari 2024 21:00 uur |                                        |               |            | Stadion: Philips Stadion, Eindhoven Toeschouwers: 34.400 Scheidsrechter: J. Manschot |
| 17 januari 2024 21:00 uur |                                        |               |            | Stadion: Philips Stadion, Eindhoven Toeschouwers: 34.400 Scheidsrechter: J. Manschot |
| Bijz.: Omdat het veld op 21 december 2023 (de oorspronkelijke speeldatum) voor de aftrap onbespeelbaar werd verklaard, werd de wedstrijd afgelast en verplaatst naar 17 januari 2024. |                                        |               |            |                                                                                      |

#### Achtste finales
De wedstrijden van de achtste finales vonden plaats op 16, 17 en 18 januari 2024. De loting hiervoor werd op donderdag 21 december 2023 verricht in het Philips Stadion in Eindhoven door Joey Veerman, speler van PSV. Daarnaast werden er nog twee uitgestelde bekerwedstrijden op 24 en 25 januari 2024 gespeeld. Vanaf deze ronde werd er gebruik gemaakt van een videoscheidsrechter (VAR) en een assistent videoscheidsrechter (AVAR), tot vorig seizoen was dat pas vanaf de kwartfinales het geval.
|                           |                     |               |                               | |
| 16 januari 2024 18:45 uur | Excelsior Maassluis | 1 – 2 (1 – 0) | ADO Den Haag                  | Stadion: Spartastadion Het Kasteel, Rotterdam Toeschouwers: 3.500 Scheidsrechter: M. Vos Video-assistent: E. Blank |
| 16 januari 2024 18:45 uur | Dercks 1'           |               | 83' Van der Sande 90' Veerman | Stadion: Spartastadion Het Kasteel, Rotterdam Toeschouwers: 3.500 Scheidsrechter: M. Vos Video-assistent: E. Blank |
| 16 januari 2024 18:45 uur |                     |               |                               | Stadion: Spartastadion Het Kasteel, Rotterdam Toeschouwers: 3.500 Scheidsrechter: M. Vos Video-assistent: E. Blank |
| 16 januari 2024 18:45 uur |                     |               |                               | Stadion: Spartastadion Het Kasteel, Rotterdam Toeschouwers: 3.500 Scheidsrechter: M. Vos Video-assistent: E. Blank |
|                           |                     |               |                               | |

|                           |                     |                  |              | |
| 16 januari 2024 20:00 uur | Excelsior Rotterdam | 0 – 2 (0 – 0)    | FC Groningen | Stadion: Van Donge & De Roo Stadion, Rotterdam Toeschouwers: 3.497 Scheidsrechter: M. van den Kerkhof Video-assistent: S. van der Eijk |
| 16 januari 2024 20:00 uur |                     | 72', 78' Postema |              | Stadion: Van Donge & De Roo Stadion, Rotterdam Toeschouwers: 3.497 Scheidsrechter: M. van den Kerkhof Video-assistent: S. van der Eijk |
| 16 januari 2024 20:00 uur |                     |                  |              | Stadion: Van Donge & De Roo Stadion, Rotterdam Toeschouwers: 3.497 Scheidsrechter: M. van den Kerkhof Video-assistent: S. van der Eijk |
| 16 januari 2024 20:00 uur |                     |                  |              | Stadion: Van Donge & De Roo Stadion, Rotterdam Toeschouwers: 3.497 Scheidsrechter: M. van den Kerkhof Video-assistent: S. van der Eijk |
|                           |                     |                  |              | |

|                           |                                                 |                                        |                                                | |
| 16 januari 2024 21:00 uur | AZ                                              | 3 – 3 (2 – 2, 0 – 0) (n.v.) 4 – 2 pen. | Quick Boys                                     | Stadion: AFAS Stadion, Alkmaar Toeschouwers: 7.578 Scheidsrechter: E. van de Graaf Video-assistent: S. Teuben |
| 16 januari 2024 21:00 uur | D. de Wit 70' Poku 72' Van Brederode 97'        |                                        | 59' Nwankwo 90+7' De Beste 113' S. van Duijn   | Stadion: AFAS Stadion, Alkmaar Toeschouwers: 7.578 Scheidsrechter: E. van de Graaf Video-assistent: S. Teuben |
| 16 januari 2024 21:00 uur | Strafschoppen                                   |                                        |                                                | Stadion: AFAS Stadion, Alkmaar Toeschouwers: 7.578 Scheidsrechter: E. van de Graaf Video-assistent: S. Teuben |
| 16 januari 2024 21:00 uur | D. de Wit Clasie Pavlidis Van Brederode Odgaard |                                        | Van den Meiracker Franken L. van Duijn Nwankwo | Stadion: AFAS Stadion, Alkmaar Toeschouwers: 7.578 Scheidsrechter: E. van de Graaf Video-assistent: S. Teuben |
|                           |                                                 |                                        |                                                | |

|                           |                                |               |                  | |
| 17 januari 2024 18:45 uur | N.E.C.                         | 2 – 1 (1 – 0) | Go Ahead Eagles  | Stadion: Goffertstadion, Nijmegen Toeschouwers: 10.824 Scheidsrechter: B. Nijhuis Video-assistent: I. Oostrom |
| 17 januari 2024 18:45 uur | Ogawa 35' Van Wermeskerken 72' |               | 88' (e.d.) Roefs | Stadion: Goffertstadion, Nijmegen Toeschouwers: 10.824 Scheidsrechter: B. Nijhuis Video-assistent: I. Oostrom |
| 17 januari 2024 18:45 uur |                                |               |                  | Stadion: Goffertstadion, Nijmegen Toeschouwers: 10.824 Scheidsrechter: B. Nijhuis Video-assistent: I. Oostrom |
| 17 januari 2024 18:45 uur |                                |               |                  | Stadion: Goffertstadion, Nijmegen Toeschouwers: 10.824 Scheidsrechter: B. Nijhuis Video-assistent: I. Oostrom |
|                           |                                |               |                  | |

|                           |                |               |                   | |
| 17 januari 2024 20:00 uur | Almere City FC | 1 – 2 (0 – 2) | Fortuna Sittard   | Stadion: Yanmar Stadion, Almere Toeschouwers: 3.513 Scheidsrechter: A. Lindhout Video-assistent: R. Martens |
| 17 januari 2024 20:00 uur | Hansen 90+2'   |               | 25', 42' Sierhuis | Stadion: Yanmar Stadion, Almere Toeschouwers: 3.513 Scheidsrechter: A. Lindhout Video-assistent: R. Martens |
| 17 januari 2024 20:00 uur |                |               |                   | Stadion: Yanmar Stadion, Almere Toeschouwers: 3.513 Scheidsrechter: A. Lindhout Video-assistent: R. Martens |
| 17 januari 2024 20:00 uur |                |               |                   | Stadion: Yanmar Stadion, Almere Toeschouwers: 3.513 Scheidsrechter: A. Lindhout Video-assistent: R. Martens |
|                           |                |               |                   | |

|                           |             |               |     |                                                                                                 |
| 18 januari 2024 18:45 uur | Vitesse     | 1 – 0 (1 – 0) | AFC | Stadion: GelreDome, Arnhem Toeschouwers: 7.778 Scheidsrechter: A. Bos Video-assistent: M. Pérez |
| 18 januari 2024 18:45 uur | Pröpper 27' |               |     | Stadion: GelreDome, Arnhem Toeschouwers: 7.778 Scheidsrechter: A. Bos Video-assistent: M. Pérez |
| 18 januari 2024 18:45 uur |             |               |     | Stadion: GelreDome, Arnhem Toeschouwers: 7.778 Scheidsrechter: A. Bos Video-assistent: M. Pérez |
| 18 januari 2024 18:45 uur |             |               |     | Stadion: GelreDome, Arnhem Toeschouwers: 7.778 Scheidsrechter: A. Bos Video-assistent: M. Pérez |
|                           |             |               |     |                                                                                                 |

| |            |               |     | |
| 24 januari 2024 20:00 uur | Feyenoord  | 1 – 0 (1 – 0) | PSV | Stadion: De Kuip, Rotterdam Toeschouwers: 47.500 Scheidsrechter: D. Higler Video-assistent: C. Ruperti |
| 24 januari 2024 20:00 uur | Timber 31' | Verslag       |     | Stadion: De Kuip, Rotterdam Toeschouwers: 47.500 Scheidsrechter: D. Higler Video-assistent: C. Ruperti |
| 24 januari 2024 20:00 uur |            |               |     | Stadion: De Kuip, Rotterdam Toeschouwers: 47.500 Scheidsrechter: D. Higler Video-assistent: C. Ruperti |
| 24 januari 2024 20:00 uur |            |               |     | Stadion: De Kuip, Rotterdam Toeschouwers: 47.500 Scheidsrechter: D. Higler Video-assistent: C. Ruperti |
| Bijz.: Vanwege het uitstellen van de bekerwedstrijd tussen PSV en FC Twente naar 17 januari 2024, werd deze bekerwedstrijd een week later gespeeld en was de winnaar op het moment van de loting nog niet bekend. |            |               |     | |

| |                                |                             |                                       | |
| 25 januari 2024 20:00 uur | USV Hercules                   | 3 – 4 (1 – 0, 2 – 2) (n.v.) | SC Cambuur                            | Stadion: Sportcomplex Zoudenbalch, Utrecht Toeschouwers: 1.100 Scheidsrechter: R. Hensgens Video-assistent: J. Rozendal |
| 25 januari 2024 20:00 uur | Lahri 3' (pen.), 60' Zwart 96' | Verslag                     | 80', 93' Smit 82' Nartey 120+1' Breij | Stadion: Sportcomplex Zoudenbalch, Utrecht Toeschouwers: 1.100 Scheidsrechter: R. Hensgens Video-assistent: J. Rozendal |
| 25 januari 2024 20:00 uur |                                |                             |                                       | Stadion: Sportcomplex Zoudenbalch, Utrecht Toeschouwers: 1.100 Scheidsrechter: R. Hensgens Video-assistent: J. Rozendal |
| 25 januari 2024 20:00 uur |                                |                             |                                       | Stadion: Sportcomplex Zoudenbalch, Utrecht Toeschouwers: 1.100 Scheidsrechter: R. Hensgens Video-assistent: J. Rozendal |
| Bijz.: Vanwege een onbespeelbaar veld door vorst en sneeuwval werd de wedstrijd op 18 januari 2024 afgelast. De wedstrijd werd later naar 25 januari 2024 verplaatst. |                                |                             |                                       | |

#### Kwartfinales
De wedstrijden van de kwartfinale vonden plaats op 6, 7 en 8 februari 2024. De loting hiervoor werd op 20 januari 2024 in de ESPN-studio verricht door René van der Kooij en Tim Pieters, respectievelijk trainer en spits van USV Hercules.
|                           |                               |               |              | |
| 6 februari 2024 20:00 uur | N.E.C.                        | 3 – 0 (1 – 0) | ADO Den Haag | Stadion: Goffertstadion, Nijmegen Toeschouwers: 10.651 Scheidsrechter: P. van Boekel Video-assistent: J. van der Laan |
| 6 februari 2024 20:00 uur | Ogawa 2' Proper 62' Chery 67' | Verslag       |              | Stadion: Goffertstadion, Nijmegen Toeschouwers: 10.651 Scheidsrechter: P. van Boekel Video-assistent: J. van der Laan |
| 6 februari 2024 20:00 uur |                               |               |              | Stadion: Goffertstadion, Nijmegen Toeschouwers: 10.651 Scheidsrechter: P. van Boekel Video-assistent: J. van der Laan |
| 6 februari 2024 20:00 uur |                               |               |              | Stadion: Goffertstadion, Nijmegen Toeschouwers: 10.651 Scheidsrechter: P. van Boekel Video-assistent: J. van der Laan |
|                           |                               |               |              | |

| |                                  |               |                 | |
| 7 februari 2024 18:45 uur | SC Cambuur                       | 3 – 1 (1 – 0) | Vitesse         | Stadion: Cambuurstadion, Leeuwarden Toeschouwers: 9.697 Scheidsrechter: R. Dieperink Video-assistent: J. Kamphuis |
| 7 februari 2024 18:45 uur | Smit 35', 88' (pen.) De Jong 81' | Verslag       | 79' Hadj Moussa | Stadion: Cambuurstadion, Leeuwarden Toeschouwers: 9.697 Scheidsrechter: R. Dieperink Video-assistent: J. Kamphuis |
| 7 februari 2024 18:45 uur |                                  |               |                 | Stadion: Cambuurstadion, Leeuwarden Toeschouwers: 9.697 Scheidsrechter: R. Dieperink Video-assistent: J. Kamphuis |
| 7 februari 2024 18:45 uur |                                  |               |                 | Stadion: Cambuurstadion, Leeuwarden Toeschouwers: 9.697 Scheidsrechter: R. Dieperink Video-assistent: J. Kamphuis |
| Bijz.: Vanwege het uitstellen van de bekerwedstrijd tussen USV Hercules en SC Cambuur naar 25 januari 2024 was de winnaar op het moment van de loting nog niet bekend. |                                  |               |                 | |

| |                              |               |    | |
| 7 februari 2024 21:00 uur | Feyenoord                    | 2 – 0 (1 – 0) | AZ | Stadion: De Kuip, Rotterdam Toeschouwers: 47.500 Scheidsrechter: B. Nijhuis Video-assistent: J. Manschot |
| 7 februari 2024 21:00 uur | Geertruida 44' Nieuwkoop 86' | Verslag       |    | Stadion: De Kuip, Rotterdam Toeschouwers: 47.500 Scheidsrechter: B. Nijhuis Video-assistent: J. Manschot |
| 7 februari 2024 21:00 uur |                              |               |    | Stadion: De Kuip, Rotterdam Toeschouwers: 47.500 Scheidsrechter: B. Nijhuis Video-assistent: J. Manschot |
| 7 februari 2024 21:00 uur |                              |               |    | Stadion: De Kuip, Rotterdam Toeschouwers: 47.500 Scheidsrechter: B. Nijhuis Video-assistent: J. Manschot |
| Bijz.: Vanwege het uitstellen van de bekerwedstrijd tussen Feyenoord en PSV naar 24 januari 2024 was de winnaar op het moment van de loting nog niet bekend. |                              |               |    | |

|                           |                                      |                         |                                       | |
| 8 februari 2024 20:00 uur | FC Groningen                         | 0 – 0 (n.v.) 4 – 3 pen. | Fortuna Sittard                       | Stadion: Euroborg, Groningen Toeschouwers: 21.709 Scheidsrechter: D. Higler Video-assistent: S. van der Eijk |
| 8 februari 2024 20:00 uur | Verslag                              |                         |                                       | Stadion: Euroborg, Groningen Toeschouwers: 21.709 Scheidsrechter: D. Higler Video-assistent: S. van der Eijk |
| 8 februari 2024 20:00 uur | Strafschoppen                        |                         |                                       | Stadion: Euroborg, Groningen Toeschouwers: 21.709 Scheidsrechter: D. Higler Video-assistent: S. van der Eijk |
| 8 februari 2024 20:00 uur | Postema Bakker Valente Hove Peersman |                         | Peterson Özyakup Ferati Voet Belkheir | Stadion: Euroborg, Groningen Toeschouwers: 21.709 Scheidsrechter: D. Higler Video-assistent: S. van der Eijk |
|                           |                                      |                         |                                       | |

#### Halve finales
De wedstrijden van de halve finale vonden plaats op 27 en 29 februari 2024. De loting hiervoor werd op 10 februari 2024 in de ESPN-studio verricht door Diego Biseswar, oud-speler van onder andere Feyenoord. De winnaar van de wedstrijd tussen Feyenoord en FC Groningen werd als 'thuisspelende' club bij de finale in De Kuip benoemd.
|                            |              |                             |                    | |
| 27 februari 2024 20:00 uur | SC Cambuur   | 1 – 2 (1 – 1, 1 – 0) (n.v.) | N.E.C.             | Stadion: Cambuurstadion, Leeuwarden Toeschouwers: 10.000 Scheidsrechter: S. van der Eijk Video-assistent: A. Lindhout |
| 27 februari 2024 20:00 uur | Uldrikis 24' | Verslag                     | 60' Ogawa 99' Sano | Stadion: Cambuurstadion, Leeuwarden Toeschouwers: 10.000 Scheidsrechter: S. van der Eijk Video-assistent: A. Lindhout |
| 27 februari 2024 20:00 uur |              |                             |                    | Stadion: Cambuurstadion, Leeuwarden Toeschouwers: 10.000 Scheidsrechter: S. van der Eijk Video-assistent: A. Lindhout |
| 27 februari 2024 20:00 uur |              |                             |                    | Stadion: Cambuurstadion, Leeuwarden Toeschouwers: 10.000 Scheidsrechter: S. van der Eijk Video-assistent: A. Lindhout |
|                            |              |                             |                    | |

|                            |                      |               |              | |
| 29 februari 2024 20:00 uur | Feyenoord            | 2 – 1 (0 – 1) | FC Groningen | Stadion: De Kuip, Rotterdam Toeschouwers: 47.500 Scheidsrechter: D. Makkelie Video-assistent: J. Manschot |
| 29 februari 2024 20:00 uur | Hancko 61' Lingr 83' | Verslag       | 31' Duarte   | Stadion: De Kuip, Rotterdam Toeschouwers: 47.500 Scheidsrechter: D. Makkelie Video-assistent: J. Manschot |
| 29 februari 2024 20:00 uur |                      |               |              | Stadion: De Kuip, Rotterdam Toeschouwers: 47.500 Scheidsrechter: D. Makkelie Video-assistent: J. Manschot |
| 29 februari 2024 20:00 uur |                      |               |              | Stadion: De Kuip, Rotterdam Toeschouwers: 47.500 Scheidsrechter: D. Makkelie Video-assistent: J. Manschot |
|                            |                      |               |              | |

#### Finale
|                         |                            |               |        | |
| 21 april 2024 18:00 uur | Feyenoord                  | 1 – 0 (0 – 0) | N.E.C. | Stadion: De Kuip, Rotterdam Toeschouwers: 42.140 Scheidsrechter: S. Gözübüyük Assistenten: E. Zeinstra Assistenten: J. Balder Vierde official: J. Manschot Video-assistent: P. van Boekel AVAR: P. Inia |
| 21 april 2024 18:00 uur | Paixão 59' Minteh 71', 72' | Verslag       |        | Stadion: De Kuip, Rotterdam Toeschouwers: 42.140 Scheidsrechter: S. Gözübüyük Assistenten: E. Zeinstra Assistenten: J. Balder Vierde official: J. Manschot Video-assistent: P. van Boekel AVAR: P. Inia |
| 21 april 2024 18:00 uur |                            |               |        | Stadion: De Kuip, Rotterdam Toeschouwers: 42.140 Scheidsrechter: S. Gözübüyük Assistenten: E. Zeinstra Assistenten: J. Balder Vierde official: J. Manschot Video-assistent: P. van Boekel AVAR: P. Inia |
| 21 april 2024 18:00 uur |                            |               |        | Stadion: De Kuip, Rotterdam Toeschouwers: 42.140 Scheidsrechter: S. Gözübüyük Assistenten: E. Zeinstra Assistenten: J. Balder Vierde official: J. Manschot Video-assistent: P. van Boekel AVAR: P. Inia |
|                         |                            |               |        | |